# Liga Europa de la UEFA 2018-19
La Liga de Europa de la UEFA 2018-19 fue la 48.ª edición de la competición. En esta edición se utilizó por primera vez el VAR. El campeón jugará la Supercopa de Europa 2019 contra el campeón de la Liga de Campeones de la UEFA 2018-19 y además se clasificará para la fase de grupos de la Liga de Campeones de la UEFA 2019-20. El Chelsea se coronó campeón por segunda vez en su historia y de manera invicta después de vencer 4–1 al Arsenal en la primera final entre equipos de una misma ciudad.
El 24 de octubre de 2019, también se comunicó que el campeón de está edición participará de la Copa Mundial de Clubes de la FIFA 2021 en China.

## Cambio de formato
El 9 de diciembre del 2016, la UEFA confirmó la reforma que adoptará la Liga de Campeones para el ciclo 2018-2021, que se anunció el 26 de agosto de 2016. Según la nueva regulación, todos los equipos que sean eliminados en la fase clasificatoria de la Liga de Campeones de la UEFA, tendrán una segunda oportunidad en la Liga Europa.

## Asignación de equipos por asociación
Un total de 215 equipos de las 55 asociaciones miembro de la UEFA se esperan que participen en la Liga Europa de la UEFA 2018-19. La clasificación por asociación basada en los coeficientes de país de la UEFA se usa para determinar el número de equipos participantes para cada asociación.
- Las asociaciones 1–51 (excepto Liechtenstein) tienen tres equipos clasificados cada una.
- Las asociaciones 52–54 tienen dos equipos clasificados cada una.
- Liechtenstein y Kosovo (asociación 55) tienen cada una un equipo clasificado (Liechtenstein organiza solo una copa doméstica, sin liga doméstica; Kosovo por decisión del Comité Ejecutivo de la UEFA)[4]
- Además, 55 equipos eliminados de la Liga de Campeones de la UEFA 2018–19 serán transferidos a la Liga Europa.

## Distribución de equipos por Asociaciones
|                                           |                                           | Equipos que entran en esta fase | Equipos que provienen de la fase anterior                                                                        | Equipos transferidos de la Champions League |
| ----------------------------------------- | ----------------------------------------- | --- | --- | --- |
| Ronda Preliminar (16 equipos)             | Ronda Preliminar (16 equipos)             | - 6 ganadores de copa nacionales de asociaciones 50-55 - 6 subcampeones de la liga nacional de las asociaciones 49-54 - 4 equipos de tercer nivel de la liga doméstica de asociaciones 48-51 | | |
| Primera Ronda Clasificatoria (94 equipos) | Primera Ronda Clasificatoria (94 equipos) | - 25 ganadores de copa nacionales de asociaciones 25-49 - 30 subcampeones de la liga nacional de las asociaciones 18-48 (excepto Liechtenstein) - 31 equipos de tercer nivel de la liga local de las asociaciones 16-47 (excepto Liechtenstein) | - 8 ganadores de la ronda preliminar                                                                             | |
| Segunda Ronda Clasificatoria              | Ruta de Campeones (19 equipos)            | | | - 16 perdedores de la primera ronda de clasificación de la Liga de Campeones - 3 perdedores de la ronda preliminar de la Liga de Campeones |
| Segunda Ronda Clasificatoria              | Ruta de Liga (74 equipos)                 | - 7 ganadores de copa nacionales de asociaciones 18-24 - 2 subcampeones nacionales de las asociaciones 16-17 - 3 equipos de tercer nivel de asociaciones nacionales de asociaciones 13-15 - 9 equipos de la liga doméstica cuartos de asociaciones 7-15 - 2 equipos de la liga doméstica, quinto clasificado de las asociaciones 5-6 (ganadores de la Copa de la Liga para Francia) - 4 equipos de sexta posición de la liga doméstica de las asociaciones 1-4 (ganadores de la Copa de la Liga para Inglaterra) | - 47 ganadores de la primera ronda de clasificación                                                              | |
| Tercera Ronda Clasificatoria              | Ruta de Campeones (20 equipos)            | | - 10 ganadores de la segunda ronda de clasificación (Ruta de Campeones)                                          | - 10 perdedores en la segunda ronda de clasificación de la Liga de Campeones (Ruta de Campeones) |
| Tercera Ronda Clasificatoria              | Ruta de Liga (52 equipos)                 | - 5 ganadores de copa nacionales de asociaciones 13-17 - 6 equipos de tercer nivel de asociaciones nacionales de asociaciones 7-12 - 1 equipo de la liga doméstica de la asociación 6 | - 37 ganadores de la segunda ronda de clasificación (Ruta de la Liga)                                            | - 3 perdedores de la segunda ronda de clasificación de la Liga de Campeones (Ruta de la Liga) |
| Ronda de Play-Off                         | Ruta de Campeones (16 equipos)            | | - 10 ganadores de la tercera ronda de clasificación (Ruta de Campeones)                                          | - 6 perdedores de la tercera ronda de clasificación de la Liga de Campeones (Ruta de Campeones) |
| Ronda de Play-Off                         | Ruta de Liga (26 equipos)                 | | - 26 ganadores de la tercera ronda de clasificación (Ruta de la Liga)                                            | |
| Fase de grupos (48 equipos)               | Fase de grupos (48 equipos)               | - 12 ganadores de copa nacionales de las asociaciones 1-12 - 1 equipo de cuarta división de la liga doméstica de la asociación 5 - 4 equipos de quinto rango de la liga doméstica de las asociaciones 1-4 | - 8 ganadores de la ronda de play-offs (Ruta de Campeones) - 13 ganadores de la ronda de play-offs (League Path) | - 4 perdedores en la ronda de play-off de la Champions League (Champions Path) - 2 perdedores de la ronda de play-off de la Liga de Campeones (Ruta de la Liga) - 4 perdedores de la tercera ronda de clasificación de la Liga de Campeones (Ruta de la Liga) |
| Fase Eliminatoria (32 equipos)            | Fase Eliminatoria (32 equipos)            | | - 12 ganadores de grupo de la etapa de grupo - 12 subcampeones del grupo de la etapa de grupo                    | - 8 equipos en tercer lugar de la fase de grupos de la Champions League |

### Clasificación de las Asociaciones de la UEFA
| Clasif. | Asociación        | Coef.   | Equipos | Notas |
| ------- | ----------------- | ------- | ------- | ----- |
| 1       | España            | 103.480 | 3       |       |
| 2       | Alemania          | 79.498  | 3       |       |
| 3       | Inglaterra        | 75.962  | 3       |       |
| 4       | Italia            | 73.332  | 3       |       |
| 5       | Francia           | 56.665  | 3       |       |
| 6       | Rusia             | 50.532  | 3       |       |
| 7       | Portugal          | 49.332  | 3       |       |
| 8       | Ucrania           | 42.633  | 3       |       |
| 9       | Bélgica           | 42.400  | 3       |       |
| 10      | Turquía           | 39.200  | 3       |       |
| 11      | R. Checa          | 33.175  | 3       |       |
| 12      | Suiza             | 32.075  | 3       |       |
| 13      | Países Bajos      | 31.063  | 3       |       |
| 14      | Grecia            | 27.900  | 3       |       |
| 15      | Austria           | 25.350  | 3       |       |
| 16      | Croacia           | 25.250  | 3       |       |
| 17      | Rumania           | 24.350  | 3       |       |
| 18      | Dinamarca         | 24.000  | 3       |       |
| 19      | Bielorrusia       | 19.875  | 3       |       |
| 20      | Polonia           | 19.750  | 3       |       |
| 21      | Suecia            | 19.725  | 3       |       |
| 22      | Israel            | 19.375  | 3       |       |
| 23      | Escocia           | 18.925  | 3       |       |
| 24      | Chipre            | 18.550  | 3       |       |
| 25      | Noruega           | 18.325  | 3       |       |
| 26      | Azerbaiyán        | 17.750  | 3       |       |
| 27      | Bulgaria          | 15.875  | 3       |       |
| 28      | Serbia            | 15.375  | 3       |       |
| 29      | Kazajistán        | 15.250  | 3       |       |
| 30      | Eslovenia         | 13.125  | 3       |       |
| 31      | Eslovaquia        | 11.750  | 3       |       |
| 32      | Liechtenstein     | 11.000  | 1       |       |
| 33      | Hungría           | 9.500   | 3       |       |
| 34      | Moldavia          | 9.500   | 3       |       |
| 35      | Islandia          | 8.375   | 3       |       |
| 36      | Finlandia         | 7.650   | 3       |       |
| 37      | Albania           | 6.625   | 3       |       |
| 38      | Irlanda           | 6.575   | 3       |       |
| 39      | Bosnia y Herz.    | 6.500   | 3       |       |
| 40      | Georgia           | 6.375   | 3       |       |
| 41      | Letonia           | 6.125   | 3       |       |
| 42      | Macedonia         | 5.625   | 3       |       |
| 43      | Estonia           | 5.250   | 3       |       |
| 44      | Montenegro        | 5.250   | 3       |       |
| 45      | Armenia           | 5.125   | 3       |       |
| 46      | Luxemburgo        | 4.875   | 3       |       |
| 47      | Irlanda del Norte | 4.500   | 3       |       |
| 48      | Lituania          | 4.125   | 3       |       |
| 49      | Malta             | 4.000   | 3       |       |
| 50      | Gales             | 3.875   | 3       |       |
| 51      | Islas Feroe       | 3.500   | 3       |       |
| 52      | Gibraltar         | 2.500   | 2       |       |
| 53      | Andorra           | 1.165   | 2       |       |
| 54      | San Marino        | 0.333   | 2       |       |
| 55      | Kosovo            | 0.000   | 1       |       |

## Equipos participantes
- CC: Campeón de la copa
- Nº: Posición en la Liga
- PO: Play-Off
- TR: Ganadores de la temporada regular
- LC: Procedente de la Liga de Campeones
  - FG: Terceros en la fase de grupos
  - PO: Perdedores de la eliminatoria
  - 3R: Perdedores de la Tercera ronda previa
  - 2R: Perdedores de la Segunda ronda previa
  - 1R: Perdedores de la Primera ronda previa
  - RP: Perdedores de la Ronda preliminar

| Dieciseisavos de final       | Dieciseisavos de final      | Dieciseisavos de final     | Dieciseisavos de final      |
| ---------------------------- | --------------------------- | -------------------------- | --------------------------- |
| Brujas (LC FG)               | Inter de Milán (LC FG)      | Napoli (LC FG)             | Galatasaray (LC FG)         |
| Benfica (LC FG)              | Shaktar Donetsk (LC FG)     | Viktoria Pilsen (LC FG)    | Valencia (LC FG)            |
| Fase de grupos               |                             |                            |                             |
| Villarreal (5.°)             | Milan (6.°)                 | Akhisar Belediyespor (CC)  | BATE Borisov (LC PO)        |
| Real Betis (6.°)             | Olympique de Marsella (4.°) | Jablonec (3.°)             | Red Bull Salzburgo (LC PO)  |
| Eintracht Frankfurt (CC)     | Rennes (5.°)                | Zürich (CC)                | Slavia Praga (LC R3)        |
| Bayer Leverkusen (5.°)       | Krasnodar (4.°)             | Dinamo de Kiev (LC PO)     | Spartak Moscú (LC R3)       |
| Chelsea (CC)                 | Sporting de Lisboa (3.°)    | Videoton (LC PO)           | Fenerbahçe (LC R3)          |
| Arsenal (6.°)                | Vorskla Poltava (3.°)       | Dinamo Zagreb (LC PO)      | Standard Lieja (LC R3)      |
| Lazio (5.°)                  | Anderlecht (3.°)            | PAOK (LC PO)               |                             |
| Ronda de Play-Off            |                             |                            |                             |
| Ruta de Campeones            | Ruta de Campeones           | Ruta de Liga               | Ruta de Liga                |
| Qarabag (LC R3)              | Celtic (LC R3)              |                            |                             |
| Astana (LC R3)               | Shkëndija (LC R3)           |                            |                             |
| Malmö FF (LC R3)             | Spartak Trnava (LC R3)      |                            |                             |
| Tercera ronda clasificatoria |                             |                            |                             |
| Ruta de Campeones            | Ruta de Campeones           | Ruta de Liga               | Ruta de Liga                |
| Hapoel Be'er Sheva (LC R2)   | Midtjylland (LC R2)         | Zenit (5.°)                | Olympiacos (3.°)            |
| Sheriff Tiraspol (LC R2)     | CFR Cluj (LC R2)            | Braga (4.°)                | Rapid Viena (3.°)           |
| Legia Varsovia (LC R2)       | Suduva Marijampolė (LC R2)  | Zorya Luhansk (4.°)        | HNK Rijeka (2.°)            |
| HJK (LC R2)                  | Ludogorets Razgrad (LC R2)  | Gent (4.°)                 | Craiova (CC)                |
| Kukësi (LC R2)               | Rosenborg (LC R2)           | İstanbul Başakşehir (3.°)  | Brøndby (CC)                |
|                              |                             | Sigma Olomouc (4.°)        | Basel (LC R2)               |
| Luzern (3.°)                 | Sturm Graz (LC R2)          |                            |                             |
| Feyenoord (CC)               |                             |                            |                             |
| Segunda ronda clasificatoria |                             |                            |                             |
| Ruta de Campeones            | Ruta de Campeones           | Ruta de Liga               | Ruta de Liga                |
| Víkingur Gøta (LC R1)        | Torpedo Kutaisi (LC R1)     | Sevilla (7.°)              | Atromitos (4.°)             |
| Valleta (LC R1)              | Olimpija Ljubljana (LC R1)  | RB Leipzig (6.°)           | Asteras Tripolis (5.°)      |
| Flora Tallinn (LC R1)        | Zrinjski Mostar (LC R1)     | Burnley (7.°)              | LASK Linz (4.°)             |
| Drita (LC R1)                | Valur (LC R1)               | Atalanta (7.°)             | Admira Wacker Mödling (5.°) |
| APOEL (LC R1)                | Sutjeska Nikšić (LC R1)     | Girondins de Burdeos (6.°) | Hajduk Split (3.°)          |
| The New Saints (LC R1)       | Alashkert (LC R1)           | Ufa (6.°)                  | Steaua Bucarest (2.°)       |
| F91 Dudelange (LC R1)        | Santa Coloma (LC RP)        | Río Ave (5.°)              | Dinamo Brest (CC)           |
| Spartaks Jūrmala (LC R1)     | La Fiorita (LC RP)          | Mariupol (5.°)             | Jagiellonia Białystok (2.°) |
| Crusaders (LC R1)            | Lincoln Red Imps (LC RP)    | Genk (PO)                  | Djurgårdens IF (CC)         |
| Cork City (LC R1)            |                             | Beşiktaş (4.°)             | Hapoel Haifa (CC)           |
|                              |                             | Sparta Praga (5.°)         | Aberdeen (2.°)              |
| St. Gallen (5.°)             | AEK Larnaca (CC)            |                            |                             |
| AZ (3.°)                     | Lillestrøm (CC)             |                            |                             |
| Vitesse (PO)                 |                             |                            |                             |
| Primera ronda clasificatoria |                             |                            |                             |
| Osijek (4.°)                 | CSKA Sofia (2.°)            | Stjarnan (2.°)             | Shkupi (4.°)                |
| Viitorul Constanța (4.°)     | Levski Sofia (PO)           | FH (3.°)                   | FCI Levadia (CC)            |
| Nordsjælland (3.°)           | Partizan (CC)               | KuPS (2.°)                 | Nõmme Kalju (3.°)           |
| Copenhague (PO)              | Radnički Niš (3.°)          | Ilves (3.°)                | Narva Trans (5.°)           |
| Dinamo Minsk (2.°)           | Spartak Subotica (4.°)      | Lahti (4.°)                | OFK Titograd (CC)           |
| Shakhtyor Soligorsk (3.°)    | Kairat (CC)                 | Luftëtari (3.°)            | Budućnost Podgorica (2.°)   |
| Lech Poznań (3.°)            | Irtysh Pavlodar (4.°)       | Laçi (4.°)                 | Grbalj (4.°)                |
| Górnik Zabrze (4.°)          | Tobol (5.°)                 | FK Partizani Tirana (5.°)  | Gandzasar Kapan (CC)        |
| AIK (2.°)                    | Maribor (2.°)               | Dundalk (2.°)              | Banants (2.°)               |
| Häcken (4.°)                 | Domžale (3.°)               | Shamrock Rovers (3.°)      | Pyunik (5.°)                |
| Maccabi Tel Aviv (2.°)       | Rudar (3.°)                 | Derry City (4.°)           | Racing Luxembourg (CC)      |
| Beitar Jerusalem (3.°)       | Slovan Bratislava (CC)      | Željezničar (CC)           | Progrès Niedercorn (2.°)    |
| Rangers (3.°)                | DAC Dunajská Streda (3.°)   | Sarajevo (3.°)             | Fola Esch (3.°)             |
| Hibernian (4.°)              | Trenčín (PO)                | Široki Brijeg (4.°)        | Coleraine (CC)              |
| Apollon Limassol (2º)        | Vaduz (CC)                  | Chikhura Sachkhere (CC)    | Glenavon (3.°)              |
| Anorthosis (3.°)             | Újpest (CC)                 | Dinamo Tbilisi (2.°)       | Cliftonville (PO)           |
| Molde (2.°)                  | Ferencvárosi (2.°)          | Samtredia (3.°)            | Stumbras (CC)               |
| Sarpsborg 08 (3.°)           | Honvéd (4.°)                | Liepāja (CC)               | Žalgiris Vilnius (2.°)      |
| Keshla FK (CC)               | Milsami Orhei (CC)          | Riga FC (3.°)              | Balzan (2º)                 |
| Qäbälä (2.°)                 | Petrocub Hîncești (3.°)     | Ventspils (4.°)            | Connah's Quay Nomads (CC)   |
| Neftchi Baku (3.°)           | Zaria Bălți (5.°)           | Vardar (2.°)               | NSÍ Runavík (CC)            |
| Slavia Sofia (CC)            | ÍBV (CC)                    | Rabotnički (3.°)           |                             |
| Ronda preliminar             |                             |                            |                             |
| Trakai (3.°)                 | Cefn Druids (PO)            | St. Joseph's (3º)          | Tre Fiori (3.°)             |
| Gżira United (3.°)           | KÍ Klaksvík (2.°)           | Engordany (2.°)            | Pristina (CC)               |
| Birkirkara (4.°)             | B36 Tórshavn (3.°)          | Sant Julià (3.°)           |                             |
| Bala Town (4.°)              | Europa FC (CC)              | Folgore (2.°)              |                             |

## Fase Clasificatoria

### Ronda preliminar
Participan en esta ronda 14 equipos. El sorteo se realizó el 12 de junio de 2018. La ida de las eliminatorias se disputó el 28 de junio, mientras que la vuelta se jugó el 5 de julio.
| Equipo 1     | Agr.         | Equipo 2     | Ida | Vuelta |
| ------------ | ------------ | ------------ | --- | ------ |
| Europa       | 1–6          | Prishtina    | 1–1 | 0–5    |
| Sant Julià   | 1–4          | Gżira United | 0–2 | 1–2    |
| Engordany    | 3–2          | Folgore      | 2–1 | 1–1    |
| B36 Tórshavn | (4:2 p.) 2–2 | St Joseph's  | 1–1 | 1–1    |
| Birkirkara   | 2–3          | KÍ Klaksvík  | 1–1 | 1–2    |
| Tre Fiori    | 3–1          | Bala Town    | 3–0 | 0–1    |
| Cefn Druids  | 1–2          | Trakai       | 1–1 | 0–1    |

### Primera ronda clasificatoria
Un total de 94 equipos juegan en la primera ronda de clasificación: 87 equipos que entran en esta ronda y los siete ganadores de la ronda preliminar.

| Equipo 1             | Agr.         | Equipo 2            | Ida | Vuelta |
| -------------------- | ------------ | ------------------- | --- | ------ |
| Stjarnan             | 3–1          | Nõmme Kalju         | 3–0 | 0–1    |
| Ilves                | 1–3          | Slavia Sofia        | 0–1 | 1–2    |
| KÍ                   | 2–3          | Žalgiris            | 1–2 | 1–1    |
| Fola Esch            | 0–0 (5:4 p.) | Prishtina           | 0–0 | 0–0    |
| Glenavon             | 3–6          | Molde               | 2–1 | 1–5    |
| DAC Dunajská Streda  | 3–2          | Dinamo Tbilisi      | 1–1 | 2–1    |
| Stumbras             | 1–2          | Apollon Limassol    | 1–0 | 0–2    |
| Široki Brijeg        | 3–3 (v.)     | Domžale             | 2–2 | 1–1    |
| Rangers              | 2–0          | Shkupi              | 2–0 | 0–0    |
| Qäbälä               | 1–2          | Progrès Niedercorn  | 0–2 | 1–0    |
| Racing Union         | 0–2          | Viitorul Constanța  | 0–2 | 0–0    |
| Samtredia            | 0–3          | Tobol               | 0–1 | 0–2    |
| Partizani            | 0–3          | Maribor             | 0–1 | 0–2    |
| Neftçi Baku          | 3–5          | Újpest              | 3–1 | 0–4    |
| Budućnost            | 1–3          | Trenčín             | 0–2 | 1–1    |
| Derry City           | 2–3          | Dinamo Minsk        | 0–2 | 2–1    |
| B36                  | 2–1          | Titograd Podgorica  | 0–0 | 2–1    |
| Górnik Zabrze        | 2–1          | Zaria Bǎlți         | 1–0 | 1–1    |
| Spartak Subotica     | 3–1          | Coleraine           | 1–1 | 2–0    |
| Pyunik               | 3–0          | Vardar              | 1–0 | 2–0    |
| Shamrock Rovers      | 1–2 (t.s.)   | AIK                 | 0–1 | 1–1    |
| Connah's Quay Nomads | 1–5          | Shakhtyor Soligorsk | 1–3 | 0–2    |
| Lahti                | 0–3          | FH                  | 0–3 | 0–0    |
| Ventspils            | 8–3          | Luftëtari           | 5–0 | 3–3    |
| Cliftonville         | 1–3          | Nordsjælland        | 0–1 | 1-2    |
| Banants              | 1–5          | Sarajevo            | 1–2 | 0–3    |
| Engordany            | 1–10         | Kairat              | 0–3 | 1–7    |
| Petrocub Hîncești    | 2–3          | Osijek              | 1–1 | 1–2    |
| Anorthosis Famagusta | 2–2 (v.)     | Laçi                | 2–1 | 0–1    |
| Ferencváros          | 1–2          | Maccabi Tel Aviv    | 1–1 | 0–1    |
| Balzan               | 5–3          | Keshla              | 4–1 | 1–2    |
| Rabotnički           | 2–5          | Honvéd              | 2–1 | 0–4    |
| Rudar Pljevlja       | 0–6          | Partizan            | 0–3 | 0–3    |
| CSKA Sofia           | 1–1 (5:3 p.) | Riga                | 1–0 | 0–1    |
| Milsami Orhei        | 2–9          | Slovan Bratislava   | 2–4 | 0–5    |
| Radnički Niš         | 5–0          | Gżira United        | 4–0 | 1–0    |
| Lech Poznań          | 3–2          | Gandzasar Kapan     | 2–0 | 1–2    |
| Chikhura Sachkhere   | 2–1          | Beitar Jerusalem    | 0–0 | 2–1    |
| Vaduz                | (v.) 3–3     | Levski Sofia        | 1–0 | 2–3    |
| Narva Trans          | 1–5          | Željezničar         | 0–2 | 1–3    |
| Trakai               | 1–0          | Irtysh Pavlodar     | 0–0 | 1–0    |
| Hibernian            | 12–5         | NSÍ                 | 6–1 | 6–4    |
| Rudar Velenje        | 10–0         | Tre Fiori           | 7–0 | 3–0    |
| Levadia              | 1–3          | Dundalk             | 0–1 | 1–2    |
| ÍBV                  | 0–6          | Sarpsborg 08        | 0–4 | 0–2    |
| KuPS                 | 1–2          | Copenhague          | 0–1 | 1–1    |
| Liepāja              | 2–4          | Häcken              | 0–3 | 2–1    |

### Segunda ronda clasificatoria
La segunda ronda clasificatoria se divide en dos secciones separadas: Ruta de campeones (para campeones de la liga) y Ruta de liga (para campeones de copa y no campeones de la liga).
Se espera que un total de 94 equipos jueguen en la segunda ronda de clasificación.

#### Ruta de campeones
| Equipo 1           | Agr. | Equipo 2         | Ida | Vuelta |
| ------------------ | ---- | ---------------- | --- | ------ |
| Cork City          | Pasa |                  |     |        |
| The New Saints     | 3–2  | Lincoln Red Imps | 2–1 | 1–1    |
| Torpedo Kutaisi    | 7–0  | Víkingur Gøta    | 3–0 | 4–0    |
| Zrinjski Mostar    | 3–2  | Valletta         | 1–1 | 2–1    |
| Santa Coloma       | 1–3  | Valur            | 1–0 | 0–3    |
| Sutjeska Nikšić    | 0–1  | Alashkert        | 0–1 | 0–0    |
| F91 Dudelange      | 3–2  | Drita            | 2–1 | 1–1    |
| Spartaks Jūrmala   | 9–0  | La Fiorita       | 6–0 | 3–0    |
| APOEL              | 5–2  | Flora Tallin     | 5–0 | 0–2    |
| Olimpija Ljubljana | 6–2  | Crusaders        | 5–1 | 1–1    |

#### Ruta de liga
| Equipo 1              | Agr.       | Equipo 2           | Ida | Vuelta |
| --------------------- | ---------- | ------------------ | --- | ------ |
| Molde                 | 5–0        | Laçi               | 3–0 | 2–0    |
| Atalanta              | 10–2       | Sarajevo           | 2–2 | 8–0    |
| Žalgiris Vilnius      | 2–1        | Vaduz              | 1–0 | 1–1    |
| Kairat                | 3–2        | AZ                 | 2–0 | 1–2    |
| Aberdeen              | 2–4 (t.s.) | Burnley            | 1–1 | 1–3    |
| Partizan              | 2–1        | Trakai             | 1–0 | 1–1    |
| Balzan                | 3–4        | Slovan Bratislava  | 2–1 | 1–3    |
| Nordsjælland          | 2–0        | AIK                | 1–0 | 1–0    |
| Rudar Velenje         | 0–6        | Steaua Bucarest    | 0–2 | 0–4    |
| Hapoel Haifa          | 2–1        | FH                 | 1–1 | 1–0    |
| Dundalk               | 0–4        | AEK Larnaca        | 0–0 | 0–4    |
| Górnik Zabrze         | 1–5        | Trenčín            | 0–1 | 1–4    |
| Maccabi Tel Aviv      | 4–2        | Radnički Niš       | 2–0 | 2–2    |
| CSKA Sofia            | 6–1        | Admira Wacker      | 3–0 | 3–1    |
| Spartak Subotica      | 3–2        | Sparta Prague      | 2–0 | 1–2    |
| RB Leipzig            | 5–1        | BK Häcken          | 4–0 | 1–1    |
| Stjarnan              | 0–7        | Copenhague         | 0–2 | 0–5    |
| Ufa                   | (v.) 1–1   | Domžale            | 0–0 | 1–1    |
| Tobol                 | 2–2 (v.)   | Pyunik             | 2–1 | 0–1    |
| Jagiellonia Białystok | 5–4        | Rio Ave            | 1–0 | 4–4    |
| LASK Linz             | 6–1        | Lillestrøm         | 4–0 | 2–1    |
| Honved                | 1–2        | Progrès Niedercorn | 1–0 | 0–2    |
| Osijek                | 1–2        | Rangers            | 0–1 | 1–1    |
| B36 Tórshavn          | 0–8        | Beşiktaş           | 0–2 | 0–6    |
| DAC Dunajská Streda   | 2–7        | Dinamo Minsk       | 1–3 | 1–4    |
| Ventspils             | 1–3        | Bordeaux           | 0–1 | 1–2    |
| Željezničar           | 2–5        | Apollon Limassol   | 1–2 | 1–3    |
| Viitorul Constanța    | 3–5        | Vitesse            | 2–2 | 1–3    |
| St. Gallen            | 2–2 (v.)   | Sarpsborg 08       | 2–1 | 0–1    |
| Dinamo Brest          | 5–4        | Atromitos          | 4–3 | 1–1    |
| Sevilla               | 7–1        | Újpest             | 4–0 | 3–1    |
| Shakhtyor Soligorsk   | 2–4 (t.s.) | Lech Poznań        | 1–1 | 1–3    |
| Hibernian             | 4–3        | Asteras Tripolis   | 3–2 | 1–1    |
| Chikhura Sachkhere    | 0–2        | Maribor            | 0–0 | 0–2    |
| Genk                  | 9–1        | Fola Esch          | 5–0 | 4–1    |
| Djurgårdens IF        | 2–3 (t.s.) | Mariupol           | 1–1 | 1–2    |
| Hajduk Split          | 4–2        | Slavia Sofía       | 1–0 | 3–2    |

### Tercera ronda clasificatoria
Se espera que un total de 72 equipos jueguen en la tercera ronda de clasificación.

#### Ruta de campeones
| Equipo 1           | Agr.     | Equipo 2           | Ida | Vuelta |
| ------------------ | -------- | ------------------ | --- | ------ |
| Ludogorets Razgrad | 2–1      | Zrinjski Mostar    | 1–0 | 1–1    |
| Legia Varsovia     | 3–4      | F91 Dudelange      | 1–2 | 2–2    |
| Alashkert          | 0–7      | CFR Cluj           | 0–2 | 0–5    |
| Olimpija Ljubljana | 6–1      | HJK                | 3–0 | 3–1    |
| Sheriff Tiraspol   | (v.) 2–2 | Valur              | 1–0 | 1–2    |
| Cork City          | 0–5      | Rosenborg          | 0–2 | 0–3    |
| Spartaks Jūrmala   | 0–1      | Suduva Marijampolė | 0–1 | 0–0    |
| The New Saints     | 1–5      | Midtjylland        | 0–2 | 1–3    |
| Hapoel Be'er Sheva | 3–5      | APOEL              | 2–2 | 1–3    |
| Torpedo Kutaisi    | 5–4      | Kukësi             | 5–2 | 0–2    |

#### Ruta de liga
| Equipo 1              | Agr.       | Equipo 2               | Ida | Vuelta |
| --------------------- | ---------- | ---------------------- | --- | ------ |
| Pyunik                | 1–2        | Maccabi Tel Aviv       | 0–0 | 1–2    |
| Dinamo Minsk          | 5–8 (t.s.) | Zenit Saint Petersburg | 4–0 | 1–8    |
| Sturm Graz            | 0–7        | AEK Larnaca            | 0–2 | 0–5    |
| Sarpsborg 08          | 2–1        | HNK Rijeka             | 1–1 | 1–0    |
| Estambul              | 0–1 (t.s.) | Burnley                | 0–0 | 0–1    |
| Zorya Luhansk         | (v.) 3–3   | Sporting Braga         | 1–1 | 2–2    |
| Hapoel Haifa          | 1–6        | Atalanta               | 1–4 | 0–2    |
| Genk                  | 4–1        | Lech Poznań            | 2–0 | 2–1    |
| Vitesse               | 0–2        | Basel                  | 0–1 | 0–1    |
| Nordsjaelland         | 3–5        | Partizan               | 1–2 | 2–3    |
| Hibernian             | 0–3        | Molde                  | 0–0 | 0–3    |
| Hajduk Split          | 1–2        | Steaua Bucarest        | 0–0 | 1–2    |
| Sevilla               | 6–0        | Zalgiris Vilnius       | 1–0 | 5–0    |
| Sigma Olomouc         | 4–1        | Kairat                 | 2–0 | 2–1    |
| Slovan Bratislava     | 2–5        | Rapid Viena            | 2–1 | 0–4    |
| Mariupol              | 2–5        | Bordeaux               | 1–3 | 1–2    |
| CSKA Sofia            | 2–4        | Copenhague             | 1–2 | 1–2    |
| Olympiacos            | 7–1        | Luzern                 | 4–0 | 3–1    |
| Rangers               | 3–1        | Maribor                | 3–1 | 0–0    |
| Trencin               | 5–1        | Feyenoord              | 4–0 | 1–1    |
| Jagiellonia Białystok | 1–4        | Gent                   | 0–1 | 1–3    |
| Spartak Subotica      | 1–4        | Brøndby                | 0–2 | 1–2    |
| Ufa                   | 4–3        | Progrès Nidercorn      | 2–1 | 2–2    |
| Besiktas              | (v.) 2–2   | LASK Linz              | 1–0 | 1–2    |
| Apollon Limassol      | 4–1        | Dinamo Brest           | 4–0 | 0–1    |
| RB Leipzig            | 4–2        | Universitatea Craiova  | 3–1 | 1–1    |

### Ronda de Play-Off
Se espera que un total de 42 equipos jueguen en la ronda de play-offs. En la ruta de campeones participaran los diez ganadores de la Ruta de los Campeones de la tercera ronda de clasificación y los seis Perdedores de los Campeones derrotados en la tercera ronda de clasificación de la Liga de Campeones de la UEFA 2018-19. Mientras que en la ruta de liga participarán los 26 ganadores de la Ruta de la Liga de la tercera ronda de clasificación.

#### Ruta de campeones
| Equipo 1           | Agr.         | Equipo 2           | Ida | Vuelta |
| ------------------ | ------------ | ------------------ | --- | ------ |
| Olimpija Ljubljana | 1–3          | Spartak Trnava     | 0–2 | 1–1    |
| APOEL              | 1–1 (1:2 p.) | Astana             | 1–0 | 0–1    |
| Rosenborg          | 5–1          | Shkëndija          | 3–1 | 2–0    |
| F91 Dudelange      | 5–2          | CFR Cluj           | 2–0 | 3–2    |
| Suduva Marijampolė | 1–4          | Celtic             | 1–1 | 0–3    |
| Sheriff Tiraspol   | 1–3          | Qarabağ            | 1–0 | 0–3    |
| Malmö              | 4–2          | Midtjylland        | 2–2 | 2–0    |
| Torpedo Kutaisi    | 0–5          | Ludogorets Razgrad | 0–1 | 0–4    |

#### Ruta de liga
| Equipo 1      | Agr.         | Equipo 2          | Ida | Vuelta |
| ------------- | ------------ | ----------------- | --- | ------ |
| Sigma Olomouc | 0–4          | Sevilla           | 0–1 | 0–3    |
| Sarpsborg     | 4–3          | Maccabi Tel Aviv  | 3–1 | 1–2    |
| Gent          | 0–2          | Girondins Burdeos | 0–0 | 0–2    |
| Partizan      | 1–4          | Besiktas          | 1–1 | 0–3    |
| Rapid Viena   | 4–3          | FCSB              | 3–1 | 1–2    |
| Basel         | 3–3 (v.)     | Apollon Limassol  | 3–2 | 0–1    |
| Rangers       | 2–1          | Ufa               | 1–0 | 1–1    |
| Atalanta      | 0–0 (3:4 p.) | Copenhague        | 0–0 | 0–0    |
| Zenit         | 4–3          | Molde             | 3–1 | 1–2    |
| Trenčín       | 1–4          | AEK Larnaca       | 1–1 | 0–3    |
| Genk          | 9–4          | Brøndby           | 5–2 | 4–2    |
| Olympiacos    | 4–2          | Burnley           | 3–1 | 1–1    |
| Zorya Luhansk | 2–3          | RB Leipzig        | 0–0 | 2–3    |

## Fase de grupos
Los 48 equipos están divididos en doce grupos de cuatro, con la restricción de que los equipos de la misma asociación no pueden enfrentarse entre sí. Para el sorteo, los equipos se clasifican en cuatro bombos en función de sus coeficientes de clubes de la UEFA 2018.
En cada grupo, los equipos juegan uno contra el otro en un formato round-robin . Los ganadores y subcampeones del grupo avanzan a la ronda de 32, donde se les unen los ocho equipos terceros de la fase de grupos de la UEFA Champions League 2018-19 .
Un total de 48 equipos juegan en la fase de grupos: 17 equipos que entran en esta etapa, los 21 ganadores de la ronda de play-offs (ocho de la Ruta de Campeones, trece de la Ruta de Liga), los seis perdedores de Ronda de play-off de la UEFA Champions League 2018-19 (cuatro de la Ronda de Campeones, dos de la Ruta de Liga), y los cuatro perdedores de la tercera ronda de clasificación de la UEFA Champions League 2018-19 (Ruta liga).
| Bombo 1 | Bombo 2 | Bombo 3 | Bombo 4 |
| --- | --- | --- | --- |
| Sevilla CC: 113.000 Arsenal CC: 93.000 Chelsea CC: 82.000 Zenit San Petersburgo CC: 78.000 Bayer Leverkusen CC: 66.000 Dinamo de Kiev CC: 62.000 Besiktas CC: 57.000 Red Bull Salzburgo CC: 55.500 Olympiacos CC: 54.000 Villarreal CC: 52.000 Anderlecht CC: 48.000 Lazio CC: 41.000 | Sporting de Lisboa CC: 40.000 Ludogorets Razgrad CC: 37.000 Copenhague CC: 34.000 Olympique de Marsella CC: 32.000 Celtic CC: 31.000 PAOK Salónica CC: 29.500 Milan CC: 28.000 Genk CC: 27.000 Fenerbahçe CC: 23.500 Krasnodar CC: 23.500 Astana CC: 21.750 Rapid Viena CC: 21.500 | Real Betis CC: 21.399 Qarabağ CC: 20.500 BATE Borisov CC: 20.500 Dinamo Zagreb CC: 17.500 RB Leipzig CC: 17.000 Eintracht Frankfurt CC: 14.285 Malmö FF CC: 14.000 Spartak de Moscú CC: 13.500 Standard Lieja CC: 12.500 Zürich CC: 12.000 Girondins de Burdeos CC: 11.283 Stade Rennais CC: 11.283 | Apollon Limassol CC: 10.000 Rosenborg CC: 9.000 Vorskla Poltava CC: 8.226 Slavia Praga CC: 7.500 Akhisar Belediyespor CC: 7.160 Jablonec CC: 6.035 AEK Larnaca CC: 4.310 Videoton CC: 4.250 Rangers CC: 3.725 F91 Dudelange CC: 3.500 Spartak Trnava CC: 3.500 Sarpsborg CC: 3.485 |

|  | Equipos clasificados para los dieciseisavos de final. |
|  | Equipos eliminados de la competición.                 |

### Grupo A
| Equipo             | Pts. | PJ | PG | PE | PP | GF | GC | Dif. | Notas                           |
| ------------------ | ---- | -- | -- | -- | -- | -- | -- | ---- | ------------------------------- |
| Bayer Leverkusen   | 13   | 6  | 4  | 1  | 1  | 16 | 9  | 7    | Acceso a dieciseisavos de final |
| Zürich             | 10   | 6  | 3  | 1  | 2  | 7  | 6  | 1    | Acceso a dieciseisavos de final |
| AEK Larnaca        | 5    | 6  | 1  | 2  | 3  | 6  | 12 | -6   |                                 |
| Ludogorets Razgrad | 4    | 6  | 0  | 4  | 2  | 5  | 7  | -2   |                                 |

|     | BAY   | LUD   | ZUR   | LAR   |
| --- | ----- | ----- | ----- | ----- |
| BAY |       | 1 – 1 | 1 – 0 | 4 – 2 |
| LUD | 2 – 3 |       | 1 – 1 | 0 – 0 |
| ZUR | 3 – 2 | 1 – 0 |       | 1 – 2 |
| LAR | 1 – 5 | 1 – 1 | 0 – 1 |       |

### Grupo B
| Equipo             | Pts. | PJ | PG | PE | PP | GF | GC | Dif. | Notas                           |
| ------------------ | ---- | -- | -- | -- | -- | -- | -- | ---- | ------------------------------- |
| Red Bull Salzburgo | 18   | 6  | 6  | 0  | 0  | 17 | 6  | 11   | Acceso a dieciseisavos de final |
| Celtic             | 9    | 6  | 3  | 0  | 3  | 6  | 8  | -2   | Acceso a dieciseisavos de final |
| RB Leipzig         | 7    | 6  | 2  | 1  | 3  | 9  | 8  | 1    |                                 |
| Rosenborg          | 1    | 6  | 0  | 1  | 5  | 4  | 14 | -10  |                                 |

|     | RBS   | CEL   | RBL   | ROS   |
| --- | ----- | ----- | ----- | ----- |
| RBS |       | 3 – 1 | 1 – 0 | 3 – 0 |
| CEL | 1 – 2 |       | 2 – 1 | 1 – 0 |
| RBL | 2 – 3 | 2 – 0 |       | 1 – 1 |
| ROS | 2 – 5 | 0 – 1 | 1 – 3 |       |

### Grupo C
| Equipo                   | Pts. | PJ | PG | PE | PP | GF | GC | Dif. | Notas                           |
| ------------------------ | ---- | -- | -- | -- | -- | -- | -- | ---- | ------------------------------- |
| Zenit de San Petersburgo | 11   | 6  | 3  | 2  | 1  | 6  | 5  | 1    | Acceso a dieciseisavos de final |
| Slavia Praga             | 10   | 6  | 3  | 1  | 2  | 4  | 3  | 1    | Acceso a dieciseisavos de final |
| Girondins de Burdeos     | 7    | 6  | 2  | 1  | 3  | 6  | 6  | 0    |                                 |
| Copenhague               | 5    | 6  | 1  | 2  | 3  | 3  | 5  | -2   |                                 |

|     | ZNT   | COP   | GB    | SLA   |
| --- | ----- | ----- | ----- | ----- |
| ZNT |       | 1 – 0 | 2 – 1 | 1 – 0 |
| COP | 1 – 1 |       | 0 – 1 | 0 – 1 |
| GB  | 1 – 1 | 1 – 2 |       | 2 – 0 |
| SLA | 2 – 0 | 0 – 0 | 1 – 0 |       |

### Grupo D
| Equipo         | Pts. | PJ | PG | PE | PP | GF | GC | Dif. | Notas                           |
| -------------- | ---- | -- | -- | -- | -- | -- | -- | ---- | ------------------------------- |
| Dinamo Zagreb  | 14   | 6  | 4  | 2  | 0  | 11 | 3  | 8    | Acceso a dieciseisavos de final |
| Fenerbahçe     | 8    | 6  | 2  | 2  | 2  | 7  | 7  | 0    | Acceso a dieciseisavos de final |
| Spartak Trnava | 7    | 6  | 2  | 1  | 3  | 4  | 7  | -3   |                                 |
| Anderlecht     | 3    | 6  | 0  | 3  | 3  | 2  | 7  | -5   |                                 |

|     | AND   | FEN   | ZAG   | SPT   |
| --- | ----- | ----- | ----- | ----- |
| AND |       | 2 – 2 | 0 – 2 | 0 – 0 |
| FEN | 2 – 0 |       | 0 – 0 | 2 – 0 |
| ZAG | 0 – 0 | 4 – 1 |       | 3 – 1 |
| SPT | 1 – 0 | 1 – 0 | 1 – 2 |       |

### Grupo E
| Equipo             | Pts. | PJ | PG | PE | PP | GF | GC | Dif. | Notas                           |
| ------------------ | ---- | -- | -- | -- | -- | -- | -- | ---- | ------------------------------- |
| Arsenal            | 16   | 6  | 5  | 1  | 0  | 12 | 2  | 10   | Acceso a dieciseisavos de final |
| Sporting de Lisboa | 13   | 6  | 4  | 1  | 1  | 13 | 3  | 10   | Acceso a dieciseisavos de final |
| Vorskla Poltava    | 3    | 6  | 1  | 0  | 5  | 4  | 13 | -9   |                                 |
| Qarabağ            | 3    | 6  | 1  | 0  | 5  | 2  | 13 | -11  |                                 |

|     | ARS   | SPT   | QAR   | VOR   |
| --- | ----- | ----- | ----- | ----- |
| ARS |       | 0 – 0 | 1 – 0 | 4 – 2 |
| SPT | 0 – 1 |       | 2 – 0 | 3 – 0 |
| QAR | 0 – 3 | 1 – 6 |       | 0 – 1 |
| VOR | 0 – 3 | 1 – 2 | 0 – 1 |       |

### Grupo F
| Equipo        | Pts. | PJ | PG | PE | PP | GF | GC | Dif. | Notas                           |
| ------------- | ---- | -- | -- | -- | -- | -- | -- | ---- | ------------------------------- |
| Real Betis    | 12   | 6  | 3  | 3  | 0  | 7  | 2  | 5    | Acceso a dieciseisavos de final |
| Olympiacos    | 10   | 6  | 3  | 1  | 2  | 11 | 6  | 5    | Acceso a dieciseisavos de final |
| Milan         | 10   | 6  | 3  | 1  | 2  | 12 | 9  | 3    |                                 |
| F91 Dudelange | 1    | 6  | 0  | 1  | 5  | 3  | 16 | -13  |                                 |

|     | OLY   | MIL   | BET   | F91   |
| --- | ----- | ----- | ----- | ----- |
| OLY |       | 3 – 1 | 0 – 0 | 5 – 1 |
| MIL | 3 – 1 |       | 1 – 2 | 5 – 2 |
| BET | 1 – 0 | 1 – 1 |       | 3 – 0 |
| F91 | 0 – 2 | 0 – 1 | 0 – 0 |       |

### Grupo G
| Equipo           | Pts. | PJ | PG | PE | PP | GF | GC | Dif. | Notas                           |
| ---------------- | ---- | -- | -- | -- | -- | -- | -- | ---- | ------------------------------- |
| Villarreal       | 10   | 6  | 2  | 4  | 0  | 12 | 5  | 7    | Acceso a dieciseisavos de final |
| Rapid Viena      | 10   | 6  | 3  | 1  | 2  | 6  | 9  | -3   | Acceso a dieciseisavos de final |
| Rangers          | 6    | 6  | 1  | 3  | 2  | 8  | 8  | 0    |                                 |
| Spartak de Moscú | 5    | 6  | 1  | 2  | 3  | 8  | 12 | -4   |                                 |

|     | VIL   | VIE   | SPM   | RAN   |
| --- | ----- | ----- | ----- | ----- |
| VIL |       | 5 – 0 | 2 – 0 | 2 – 2 |
| VIE | 0 – 0 |       | 2 – 0 | 1 – 0 |
| SPM | 3 – 3 | 1 – 2 |       | 4 – 3 |
| RAN | 0 – 0 | 3 – 1 | 0 – 0 |       |

### Grupo H
| Equipo                | Pts. | PJ | PG | PE | PP | GF | GC | Dif. | Notas                           |
| --------------------- | ---- | -- | -- | -- | -- | -- | -- | ---- | ------------------------------- |
| Eintracht Frankfurt   | 18   | 6  | 6  | 0  | 0  | 17 | 5  | 12   | Acceso a dieciseisavos de final |
| Lazio                 | 9    | 6  | 3  | 0  | 3  | 9  | 11 | -2   | Acceso a dieciseisavos de final |
| Apollon Limassol      | 7    | 6  | 2  | 1  | 3  | 10 | 10 | 0    |                                 |
| Olympique de Marsella | 1    | 6  | 0  | 1  | 5  | 6  | 16 | -10  |                                 |

|     | LAZ   | OM    | FRK   | APL   |
| --- | ----- | ----- | ----- | ----- |
| LAZ |       | 2 – 1 | 1 – 2 | 2 – 1 |
| OM  | 1 – 3 |       | 1 – 2 | 1 – 3 |
| FRK | 4 – 1 | 4 – 0 |       | 2 – 0 |
| APL | 2 – 0 | 2 – 2 | 2 – 3 |       |

### Grupo I
| Equipo    | Pts. | PJ | PG | PE | PP | GF | GC | Dif. | Notas                           |
| --------- | ---- | -- | -- | -- | -- | -- | -- | ---- | ------------------------------- |
| Genk      | 11   | 6  | 3  | 2  | 1  | 14 | 8  | 6    | Acceso a dieciseisavos de final |
| Malmö     | 9    | 6  | 2  | 3  | 1  | 7  | 6  | 1    | Acceso a dieciseisavos de final |
| Besiktas  | 7    | 6  | 2  | 1  | 3  | 9  | 11 | -2   |                                 |
| Sarpsborg | 5    | 6  | 1  | 2  | 3  | 8  | 13 | -5   |                                 |

|     | BES   | KRC   | MAL   | SAR   |
| --- | ----- | ----- | ----- | ----- |
| BES |       | 2 – 4 | 0 – 1 | 3 – 1 |
| KRC | 1 – 1 |       | 2 – 0 | 4 – 0 |
| MAL | 2 – 0 | 2 – 2 |       | 1 – 1 |
| SAR | 2 – 3 | 3 – 1 | 1 – 1 |       |

### Grupo J
| Equipo         | Pts. | PJ | PG | PE | PP | GF | GC | Dif. | Notas                           |
| -------------- | ---- | -- | -- | -- | -- | -- | -- | ---- | ------------------------------- |
| Sevilla        | 12   | 6  | 4  | 0  | 2  | 18 | 6  | 12   | Acceso a dieciseisavos de final |
| Krasnodar      | 12   | 6  | 4  | 0  | 2  | 8  | 8  | 0    | Acceso a dieciseisavos de final |
| Standard Lieja | 10   | 6  | 3  | 1  | 2  | 7  | 9  | -2   |                                 |
| Akhisarspor    | 1    | 6  | 0  | 1  | 5  | 4  | 14 | -10  |                                 |

|     | SEV   | KRA   | LIE   | AKH   |
| --- | ----- | ----- | ----- | ----- |
| SEV |       | 3 – 0 | 5 – 1 | 6 – 0 |
| KRA | 2 – 1 |       | 2 – 1 | 2 – 1 |
| LIE | 1 – 0 | 2 – 1 |       | 2 – 1 |
| AKH | 2 – 3 | 0 – 1 | 0 – 0 |       |

### Grupo K
| Equipo         | Pts. | PJ | PG | PE | PP | GF | GC | Dif. | Notas                           |
| -------------- | ---- | -- | -- | -- | -- | -- | -- | ---- | ------------------------------- |
| Dinamo de Kiev | 11   | 6  | 3  | 2  | 1  | 10 | 7  | 3    | Acceso a dieciseisavos de final |
| Stade Rennais  | 9    | 6  | 3  | 0  | 3  | 7  | 8  | -1   | Acceso a dieciseisavos de final |
| Astana         | 8    | 6  | 2  | 2  | 2  | 7  | 7  | 0    |                                 |
| Jablonec       | 5    | 6  | 1  | 2  | 3  | 6  | 8  | -2   |                                 |

|     | DIN   | AST   | REN   | FKJ   |
| --- | ----- | ----- | ----- | ----- |
| DIN |       | 2 – 2 | 3 – 1 | 0 – 1 |
| AST | 0 – 1 |       | 2 – 0 | 2 – 1 |
| REN | 1 – 2 | 2 – 0 |       | 2 – 1 |
| FKJ | 2 – 2 | 1 – 1 | 0 – 1 |       |

### Grupo L
| Equipo        | Pts. | PJ | PG | PE | PP | GF | GC | Dif. | Notas                           |
| ------------- | ---- | -- | -- | -- | -- | -- | -- | ---- | ------------------------------- |
| Chelsea       | 16   | 6  | 5  | 1  | 0  | 12 | 3  | 9    | Acceso a dieciseisavos de final |
| BATE Borísov  | 9    | 6  | 3  | 0  | 3  | 9  | 9  | 0    | Acceso a dieciseisavos de final |
| Videoton      | 7    | 6  | 2  | 1  | 3  | 5  | 7  | -2   |                                 |
| PAOK Salónica | 3    | 6  | 1  | 0  | 5  | 5  | 12 | -7   |                                 |

|      | CHE   | PAOK  | BATE  | MOL   |
| ---- | ----- | ----- | ----- | ----- |
| CHE  |       | 4 – 0 | 3 – 1 | 1 – 0 |
| PAOK | 0 – 1 |       | 1 – 3 | 0 – 2 |
| BATE | 0 – 1 | 1 – 4 |       | 2 – 0 |
| MOL  | 2 – 2 | 1 – 0 | 0 – 2 |       |

### Equipos clasificados
| Simbología                    |
| ----------------------------- |
| 1.er bombo (cabezas de serie) |
| 2.do bombo                    |

#### Primeros y segundos lugares de la fase de grupos de la Liga Europa de la UEFA
| Grupo | Primer lugar        | Segundo lugar      |
| ----- | ------------------- | ------------------ |
| A     | Bayer Leverkusen    | Zürich             |
| B     | Red Bull Salzburgo  | Celtic             |
| C     | Zenit               | Slavia Praga       |
| D     | Dinamo Zagreb       | Fenerbahçe         |
| E     | Arsenal             | Sporting de Lisboa |
| F     | Real Betis          | Olympiacos         |
| G     | Villarreal          | Rapid de Viena     |
| H     | Eintracht Frankfurt | Lazio              |
| I     | Genk                | Malmö FF           |
| J     | Sevilla             | Krasnodar          |
| K     | Dinamo de Kiev      | Stade Rennais      |
| L     | Chelsea             | BATE Borísov       |

#### Terceros lugares de la fase de grupos de la Liga de Campeones de la UEFA
| Equipo           | Pts | PJ | PG | PE | PP | GF | GC | Dif | Grupo |
| ---------------- | --- | -- | -- | -- | -- | -- | -- | --- | ----- |
| Napoli           | 9   | 6  | 2  | 3  | 1  | 7  | 5  | 2   | C     |
| Valencia         | 8   | 6  | 2  | 2  | 2  | 6  | 6  | 0   | H     |
| Inter de Milán   | 8   | 6  | 2  | 2  | 2  | 6  | 7  | -1  | B     |
| Benfica          | 7   | 6  | 2  | 1  | 3  | 6  | 11 | -5  | E     |
| Viktoria Plzeň   | 7   | 6  | 2  | 1  | 3  | 7  | 16 | -9  | G     |
| Brujas           | 6   | 6  | 1  | 3  | 2  | 6  | 5  | 1   | A     |
| Shakhtar Donetsk | 6   | 6  | 1  | 3  | 2  | 8  | 16 | -8  | F     |
| Galatasaray      | 4   | 6  | 1  | 1  | 4  | 5  | 8  | -3  | D     |

## Fase eliminatoria
La fase eliminatoria de la competición se disputa en enfrentamientos a doble partido, salvo la final, jugada a partido único. En estos encuentros rige la regla del gol de visitante, que determina que el equipo que haya marcado más goles como visitante gana la eliminatoria si hay empate en la diferencia de goles. En caso de estar la eliminatoria empatada tras los 180 minutos de ambos partidos se disputará una prórroga de 30 minutos, y si ésta termina sin goles la eliminatoria se decidirá en una tanda de penales. Debido al conflicto político entre Rusia y Ucrania; clubes de ambos países no se podían encontrar en esta ronda además de clubes del mismo grupo tampoco podían cruzarse en esta ronda.

### Cuadro de eliminatorias
|  | Dieciseisavos de final                                     | Dieciseisavos de final                                     | Dieciseisavos de final                                     | Dieciseisavos de final                                     |   |                     | Octavos de final                                      | Octavos de final                                      | Octavos de final                                      | Octavos de final                                      |  |              | Cuartos de final                                       | Cuartos de final                                       | Cuartos de final                                       | Cuartos de final                                       |  |                     | Semifinales                                        | Semifinales                                        | Semifinales                                        | Semifinales                                        |  |         | Final                                     | Final                                     |  |
|  | 12 de febrero de 2019 (ida) 21 de febrero de 2019 (vuelta) | 12 de febrero de 2019 (ida) 21 de febrero de 2019 (vuelta) | 12 de febrero de 2019 (ida) 21 de febrero de 2019 (vuelta) | 12 de febrero de 2019 (ida) 21 de febrero de 2019 (vuelta) |   |                     | 7 de marzo de 2019 (ida) 14 de marzo de 2019 (vuelta) | 7 de marzo de 2019 (ida) 14 de marzo de 2019 (vuelta) | 7 de marzo de 2019 (ida) 14 de marzo de 2019 (vuelta) | 7 de marzo de 2019 (ida) 14 de marzo de 2019 (vuelta) |  |              | 11 de abril de 2019 (ida) 18 de abril de 2019 (vuelta) | 11 de abril de 2019 (ida) 18 de abril de 2019 (vuelta) | 11 de abril de 2019 (ida) 18 de abril de 2019 (vuelta) | 11 de abril de 2019 (ida) 18 de abril de 2019 (vuelta) |  |                     | 2 de mayo de 2019 (ida) 9 de mayo de 2019 (vuelta) | 2 de mayo de 2019 (ida) 9 de mayo de 2019 (vuelta) | 2 de mayo de 2019 (ida) 9 de mayo de 2019 (vuelta) | 2 de mayo de 2019 (ida) 9 de mayo de 2019 (vuelta) |  |         | 29 de mayo de 2019 Estadio Olímpico, Bakú | 29 de mayo de 2019 Estadio Olímpico, Bakú |  |
|  |                                                            |                                                            |                                                            |                                                            |   |                     |                                                       |                                                       |                                                       |                                                       |  |              |                                                        |                                                        |                                                        |                                                        |  |                     |                                                    |                                                    |                                                    |                                                    |  |         |                                           |                                           |  |
|  |                                                            |                                                            |                                                            |                                                            |   |                     |                                                       |                                                       |                                                       |                                                       |  |              |                                                        |                                                        |                                                        |                                                        |  |                     |                                                    |                                                    |                                                    |                                                    |  |         |                                           |                                           |  |
|  | Viktoria Plzeñ                                             | 2                                                          | 0                                                          | 2                                                          |   |                     |                                                       |                                                       |                                                       |                                                       |  |              |                                                        |                                                        |                                                        |                                                        |  |                     |                                                    |                                                    |                                                    |                                                    |  |         |                                           |                                           |  |
|  | Viktoria Plzeñ                                             | 2                                                          | 0                                                          | 2                                                          |   |                     |                                                       |                                                       |                                                       |                                                       |  |              |                                                        |                                                        |                                                        |                                                        |  |                     |                                                    |                                                    |                                                    |                                                    |  |         |                                           |                                           |  |
|  | Dinamo Zagreb                                              | 1                                                          | 3                                                          | 4                                                          |   |                     |                                                       |                                                       |                                                       |                                                       |  |              |                                                        |                                                        |                                                        |                                                        |  |                     |                                                    |                                                    |                                                    |                                                    |  |         |                                           |                                           |  |
|  | Dinamo Zagreb                                              | 1                                                          | 3                                                          | 4                                                          |   | Dinamo Zagreb       | 1                                                     | 0                                                     | 1                                                     |                                                       |  |              |                                                        |                                                        |                                                        |                                                        |  |                     |                                                    |                                                    |                                                    |                                                    |  |         |                                           |                                           |  |
|  |                                                            |                                                            |                                                            |                                                            |   | Dinamo Zagreb       | 1                                                     | 0                                                     | 1                                                     |                                                       |  |              |                                                        |                                                        |                                                        |                                                        |  |                     |                                                    |                                                    |                                                    |                                                    |  |         |                                           |                                           |  |
|  |                                                            |                                                            | Benfica (t. s.)                                            | 0                                                          | 3 | 3                   |                                                       |                                                       |                                                       |                                                       |  |              |                                                        |                                                        |                                                        |                                                        |  |                     |                                                    |                                                    |                                                    |                                                    |  |         |                                           |                                           |  |
|  | Galatasaray                                                | 1                                                          | Benfica (t. s.)                                            | 0                                                          | 3 | 3                   | 0                                                     | 1                                                     |                                                       |                                                       |  |              |                                                        |                                                        |                                                        |                                                        |  |                     |                                                    |                                                    |                                                    |                                                    |  |         |                                           |                                           |  |
|  | Galatasaray                                                | 1                                                          |                                                            |                                                            |   |                     |                                                       |                                                       |                                                       |                                                       |  |              |                                                        |                                                        |                                                        |                                                        |  |                     |                                                    |                                                    |                                                    |                                                    |  |         |                                           |                                           |  |
|  | Benfica                                                    | 2                                                          | 0                                                          | 2                                                          |   |                     |                                                       |                                                       |                                                       |                                                       |  |              |                                                        |                                                        |                                                        |                                                        |  |                     |                                                    |                                                    |                                                    |                                                    |  |         |                                           |                                           |  |
|  | Benfica                                                    | 2                                                          | 0                                                          | 2                                                          |   |                     |                                                       |                                                       |                                                       |                                                       |  | Benfica      | 4                                                      | 0                                                      | 4                                                      |                                                        |  |                     |                                                    |                                                    |                                                    |                                                    |  |         |                                           |                                           |  |
|  |                                                            |                                                            |                                                            |                                                            |   |                     |                                                       |                                                       |                                                       |                                                       |  | Benfica      | 4                                                      | 0                                                      | 4                                                      |                                                        |  |                     |                                                    |                                                    |                                                    |                                                    |  |         |                                           |                                           |  |
|  |                                                            |                                                            | Eintracht Frankfurt (v.)                                   | 2                                                          | 2 | 4                   |                                                       |                                                       |                                                       |                                                       |  |              |                                                        |                                                        |                                                        |                                                        |  |                     |                                                    |                                                    |                                                    |                                                    |  |         |                                           |                                           |  |
|  | Shakhtar Donetsk                                           | 2                                                          | Eintracht Frankfurt (v.)                                   | 2                                                          | 2 | 4                   | 1                                                     | 3                                                     |                                                       |                                                       |  |              |                                                        |                                                        |                                                        |                                                        |  |                     |                                                    |                                                    |                                                    |                                                    |  |         |                                           |                                           |  |
|  | Shakhtar Donetsk                                           | 2                                                          |                                                            |                                                            |   |                     |                                                       |                                                       |                                                       |                                                       |  |              |                                                        |                                                        |                                                        |                                                        |  |                     |                                                    |                                                    |                                                    |                                                    |  |         |                                           |                                           |  |
|  | Eintracht Frankfurt                                        | 2                                                          | 4                                                          | 6                                                          |   |                     |                                                       |                                                       |                                                       |                                                       |  |              |                                                        |                                                        |                                                        |                                                        |  |                     |                                                    |                                                    |                                                    |                                                    |  |         |                                           |                                           |  |
|  | Eintracht Frankfurt                                        | 2                                                          | 4                                                          | 6                                                          |   | Eintracht Frankfurt | 0                                                     | 1                                                     | 1                                                     |                                                       |  |              |                                                        |                                                        |                                                        |                                                        |  |                     |                                                    |                                                    |                                                    |                                                    |  |         |                                           |                                           |  |
|  |                                                            |                                                            |                                                            |                                                            |   | Eintracht Frankfurt | 0                                                     | 1                                                     | 1                                                     |                                                       |  |              |                                                        |                                                        |                                                        |                                                        |  |                     |                                                    |                                                    |                                                    |                                                    |  |         |                                           |                                           |  |
|  |                                                            |                                                            | Inter de Milán                                             | 0                                                          | 0 | 0                   |                                                       |                                                       |                                                       |                                                       |  |              |                                                        |                                                        |                                                        |                                                        |  |                     |                                                    |                                                    |                                                    |                                                    |  |         |                                           |                                           |  |
|  | Rapid Viena                                                | 0                                                          | Inter de Milán                                             | 0                                                          | 0 | 0                   | 0                                                     | 0                                                     |                                                       |                                                       |  |              |                                                        |                                                        |                                                        |                                                        |  |                     |                                                    |                                                    |                                                    |                                                    |  |         |                                           |                                           |  |
|  | Rapid Viena                                                | 0                                                          |                                                            |                                                            |   |                     |                                                       |                                                       |                                                       |                                                       |  |              |                                                        |                                                        |                                                        |                                                        |  |                     |                                                    |                                                    |                                                    |                                                    |  |         |                                           |                                           |  |
|  | Inter de Milán                                             | 1                                                          | 4                                                          | 5                                                          |   |                     |                                                       |                                                       |                                                       |                                                       |  |              |                                                        |                                                        |                                                        |                                                        |  |                     |                                                    |                                                    |                                                    |                                                    |  |         |                                           |                                           |  |
|  | Inter de Milán                                             | 1                                                          | 4                                                          | 5                                                          |   |                     |                                                       |                                                       |                                                       |                                                       |  |              |                                                        |                                                        |                                                        |                                                        |  | Eintracht Frankfurt | 1                                                  | 1                                                  | 2 (3)                                              |                                                    |  |         |                                           |                                           |  |
|  |                                                            |                                                            |                                                            |                                                            |   |                     |                                                       |                                                       |                                                       |                                                       |  |              |                                                        |                                                        |                                                        |                                                        |  | Eintracht Frankfurt | 1                                                  | 1                                                  | 2 (3)                                              |                                                    |  |         |                                           |                                           |  |
|  |                                                            |                                                            | Chelsea (p.)                                               | 1                                                          | 1 | 2 (4)               |                                                       |                                                       |                                                       |                                                       |  |              |                                                        |                                                        |                                                        |                                                        |  |                     |                                                    |                                                    |                                                    |                                                    |  |         |                                           |                                           |  |
|  | Lazio                                                      | 0                                                          | Chelsea (p.)                                               | 1                                                          | 1 | 2 (4)               | 0                                                     | 0                                                     |                                                       |                                                       |  |              |                                                        |                                                        |                                                        |                                                        |  |                     |                                                    |                                                    |                                                    |                                                    |  |         |                                           |                                           |  |
|  | Lazio                                                      | 0                                                          |                                                            |                                                            |   |                     |                                                       |                                                       |                                                       |                                                       |  |              |                                                        |                                                        |                                                        |                                                        |  |                     |                                                    |                                                    |                                                    |                                                    |  |         |                                           |                                           |  |
|  | Sevilla                                                    | 1                                                          | 2                                                          | 3                                                          |   |                     |                                                       |                                                       |                                                       |                                                       |  |              |                                                        |                                                        |                                                        |                                                        |  |                     |                                                    |                                                    |                                                    |                                                    |  |         |                                           |                                           |  |
|  | Sevilla                                                    | 1                                                          | 2                                                          | 3                                                          |   | Sevilla             | 2                                                     | 3                                                     | 5                                                     |                                                       |  |              |                                                        |                                                        |                                                        |                                                        |  |                     |                                                    |                                                    |                                                    |                                                    |  |         |                                           |                                           |  |
|  |                                                            |                                                            |                                                            |                                                            |   | Sevilla             | 2                                                     | 3                                                     | 5                                                     |                                                       |  |              |                                                        |                                                        |                                                        |                                                        |  |                     |                                                    |                                                    |                                                    |                                                    |  |         |                                           |                                           |  |
|  |                                                            |                                                            | Slavia Praga (t. s.)                                       | 2                                                          | 4 | 6                   |                                                       |                                                       |                                                       |                                                       |  |              |                                                        |                                                        |                                                        |                                                        |  |                     |                                                    |                                                    |                                                    |                                                    |  |         |                                           |                                           |  |
|  | Slavia Praga                                               | 0                                                          | Slavia Praga (t. s.)                                       | 2                                                          | 4 | 6                   | 4                                                     | 4                                                     |                                                       |                                                       |  |              |                                                        |                                                        |                                                        |                                                        |  |                     |                                                    |                                                    |                                                    |                                                    |  |         |                                           |                                           |  |
|  | Slavia Praga                                               | 0                                                          |                                                            |                                                            |   |                     |                                                       |                                                       |                                                       |                                                       |  |              |                                                        |                                                        |                                                        |                                                        |  |                     |                                                    |                                                    |                                                    |                                                    |  |         |                                           |                                           |  |
|  | Genk                                                       | 0                                                          | 1                                                          | 1                                                          |   |                     |                                                       |                                                       |                                                       |                                                       |  |              |                                                        |                                                        |                                                        |                                                        |  |                     |                                                    |                                                    |                                                    |                                                    |  |         |                                           |                                           |  |
|  | Genk                                                       | 0                                                          | 1                                                          | 1                                                          |   |                     |                                                       |                                                       |                                                       |                                                       |  | Slavia Praga | 0                                                      | 3                                                      | 3                                                      |                                                        |  |                     |                                                    |                                                    |                                                    |                                                    |  |         |                                           |                                           |  |
|  |                                                            |                                                            |                                                            |                                                            |   |                     |                                                       |                                                       |                                                       |                                                       |  | Slavia Praga | 0                                                      | 3                                                      | 3                                                      |                                                        |  |                     |                                                    |                                                    |                                                    |                                                    |  |         |                                           |                                           |  |
|  |                                                            |                                                            | Chelsea                                                    | 1                                                          | 4 | 5                   |                                                       |                                                       |                                                       |                                                       |  |              |                                                        |                                                        |                                                        |                                                        |  |                     |                                                    |                                                    |                                                    |                                                    |  |         |                                           |                                           |  |
|  | Malmö                                                      | 1                                                          | Chelsea                                                    | 1                                                          | 4 | 5                   | 0                                                     | 1                                                     |                                                       |                                                       |  |              |                                                        |                                                        |                                                        |                                                        |  |                     |                                                    |                                                    |                                                    |                                                    |  |         |                                           |                                           |  |
|  | Malmö                                                      | 1                                                          |                                                            |                                                            |   |                     |                                                       |                                                       |                                                       |                                                       |  |              |                                                        |                                                        |                                                        |                                                        |  |                     |                                                    |                                                    |                                                    |                                                    |  |         |                                           |                                           |  |
|  | Chelsea                                                    | 2                                                          | 3                                                          | 5                                                          |   |                     |                                                       |                                                       |                                                       |                                                       |  |              |                                                        |                                                        |                                                        |                                                        |  |                     |                                                    |                                                    |                                                    |                                                    |  |         |                                           |                                           |  |
|  | Chelsea                                                    | 2                                                          | 3                                                          | 5                                                          |   | Chelsea             | 3                                                     | 5                                                     | 8                                                     |                                                       |  |              |                                                        |                                                        |                                                        |                                                        |  |                     |                                                    |                                                    |                                                    |                                                    |  |         |                                           |                                           |  |
|  |                                                            |                                                            |                                                            |                                                            |   | Chelsea             | 3                                                     | 5                                                     | 8                                                     |                                                       |  |              |                                                        |                                                        |                                                        |                                                        |  |                     |                                                    |                                                    |                                                    |                                                    |  |         |                                           |                                           |  |
|  |                                                            |                                                            | Dinamo de Kiev                                             | 0                                                          | 0 | 0                   |                                                       |                                                       |                                                       |                                                       |  |              |                                                        |                                                        |                                                        |                                                        |  |                     |                                                    |                                                    |                                                    |                                                    |  |         |                                           |                                           |  |
|  | Olympiacos                                                 | 2                                                          | Dinamo de Kiev                                             | 0                                                          | 0 | 0                   | 0                                                     | 2                                                     |                                                       |                                                       |  |              |                                                        |                                                        |                                                        |                                                        |  |                     |                                                    |                                                    |                                                    |                                                    |  |         |                                           |                                           |  |
|  | Olympiacos                                                 | 2                                                          |                                                            |                                                            |   |                     |                                                       |                                                       |                                                       |                                                       |  |              |                                                        |                                                        |                                                        |                                                        |  |                     |                                                    |                                                    |                                                    |                                                    |  |         |                                           |                                           |  |
|  | Dinamo de Kiev                                             | 2                                                          | 1                                                          | 3                                                          |   |                     |                                                       |                                                       |                                                       |                                                       |  |              |                                                        |                                                        |                                                        |                                                        |  |                     |                                                    |                                                    |                                                    |                                                    |  |         |                                           |                                           |  |
|  | Dinamo de Kiev                                             | 2                                                          | 1                                                          | 3                                                          |   |                     |                                                       |                                                       |                                                       |                                                       |  |              |                                                        |                                                        |                                                        |                                                        |  |                     |                                                    |                                                    |                                                    |                                                    |  | Chelsea | 4                                         |                                           |  |
|  |                                                            |                                                            |                                                            |                                                            |   |                     |                                                       |                                                       |                                                       |                                                       |  |              |                                                        |                                                        |                                                        |                                                        |  |                     |                                                    |                                                    |                                                    |                                                    |  | Chelsea | 4                                         |                                           |  |
|  |                                                            |                                                            | Arsenal                                                    | 1                                                          |   |                     |                                                       |                                                       |                                                       |                                                       |  |              |                                                        |                                                        |                                                        |                                                        |  |                     |                                                    |                                                    |                                                    |                                                    |  |         |                                           |                                           |  |
|  | Stade Rennais                                              | 3                                                          | Arsenal                                                    | 1                                                          | 3 | 6                   |                                                       |                                                       |                                                       |                                                       |  |              |                                                        |                                                        |                                                        |                                                        |  |                     |                                                    |                                                    |                                                    |                                                    |  |         |                                           |                                           |  |
|  | Stade Rennais                                              | 3                                                          |                                                            |                                                            |   |                     |                                                       |                                                       |                                                       |                                                       |  |              |                                                        |                                                        |                                                        |                                                        |  |                     |                                                    |                                                    |                                                    |                                                    |  |         |                                           |                                           |  |
|  | Real Betis                                                 | 3                                                          | 1                                                          | 4                                                          |   |                     |                                                       |                                                       |                                                       |                                                       |  |              |                                                        |                                                        |                                                        |                                                        |  |                     |                                                    |                                                    |                                                    |                                                    |  |         |                                           |                                           |  |
|  | Real Betis                                                 | 3                                                          | 1                                                          | 4                                                          |   | Stade Rennais       | 3                                                     | 0                                                     | 3                                                     |                                                       |  |              |                                                        |                                                        |                                                        |                                                        |  |                     |                                                    |                                                    |                                                    |                                                    |  |         |                                           |                                           |  |
|  |                                                            |                                                            |                                                            |                                                            |   | Stade Rennais       | 3                                                     | 0                                                     | 3                                                     |                                                       |  |              |                                                        |                                                        |                                                        |                                                        |  |                     |                                                    |                                                    |                                                    |                                                    |  |         |                                           |                                           |  |
|  |                                                            |                                                            | Arsenal                                                    | 1                                                          | 3 | 4                   |                                                       |                                                       |                                                       |                                                       |  |              |                                                        |                                                        |                                                        |                                                        |  |                     |                                                    |                                                    |                                                    |                                                    |  |         |                                           |                                           |  |
|  | BATE Borisov                                               | 1                                                          | Arsenal                                                    | 1                                                          | 3 | 4                   | 0                                                     | 1                                                     |                                                       |                                                       |  |              |                                                        |                                                        |                                                        |                                                        |  |                     |                                                    |                                                    |                                                    |                                                    |  |         |                                           |                                           |  |
|  | BATE Borisov                                               | 1                                                          |                                                            |                                                            |   |                     |                                                       |                                                       |                                                       |                                                       |  |              |                                                        |                                                        |                                                        |                                                        |  |                     |                                                    |                                                    |                                                    |                                                    |  |         |                                           |                                           |  |
|  | Arsenal                                                    | 0                                                          | 3                                                          | 3                                                          |   |                     |                                                       |                                                       |                                                       |                                                       |  |              |                                                        |                                                        |                                                        |                                                        |  |                     |                                                    |                                                    |                                                    |                                                    |  |         |                                           |                                           |  |
|  | Arsenal                                                    | 0                                                          | 3                                                          | 3                                                          |   |                     |                                                       |                                                       |                                                       |                                                       |  | Arsenal      | 2                                                      | 1                                                      | 3                                                      |                                                        |  |                     |                                                    |                                                    |                                                    |                                                    |  |         |                                           |                                           |  |
|  |                                                            |                                                            |                                                            |                                                            |   |                     |                                                       |                                                       |                                                       |                                                       |  | Arsenal      | 2                                                      | 1                                                      | 3                                                      |                                                        |  |                     |                                                    |                                                    |                                                    |                                                    |  |         |                                           |                                           |  |
|  |                                                            |                                                            | Napoli                                                     | 0                                                          | 0 | 0                   |                                                       |                                                       |                                                       |                                                       |  |              |                                                        |                                                        |                                                        |                                                        |  |                     |                                                    |                                                    |                                                    |                                                    |  |         |                                           |                                           |  |
|  | Zürich                                                     | 1                                                          | Napoli                                                     | 0                                                          | 0 | 0                   | 0                                                     | 1                                                     |                                                       |                                                       |  |              |                                                        |                                                        |                                                        |                                                        |  |                     |                                                    |                                                    |                                                    |                                                    |  |         |                                           |                                           |  |
|  | Zürich                                                     | 1                                                          |                                                            |                                                            |   |                     |                                                       |                                                       |                                                       |                                                       |  |              |                                                        |                                                        |                                                        |                                                        |  |                     |                                                    |                                                    |                                                    |                                                    |  |         |                                           |                                           |  |
|  | Napoli                                                     | 3                                                          | 2                                                          | 5                                                          |   |                     |                                                       |                                                       |                                                       |                                                       |  |              |                                                        |                                                        |                                                        |                                                        |  |                     |                                                    |                                                    |                                                    |                                                    |  |         |                                           |                                           |  |
|  | Napoli                                                     | 3                                                          | 2                                                          | 5                                                          |   | Napoli              | 3                                                     | 1                                                     | 4                                                     |                                                       |  |              |                                                        |                                                        |                                                        |                                                        |  |                     |                                                    |                                                    |                                                    |                                                    |  |         |                                           |                                           |  |
|  |                                                            |                                                            |                                                            |                                                            |   | Napoli              | 3                                                     | 1                                                     | 4                                                     |                                                       |  |              |                                                        |                                                        |                                                        |                                                        |  |                     |                                                    |                                                    |                                                    |                                                    |  |         |                                           |                                           |  |
|  |                                                            |                                                            | Red Bull Salzburgo                                         | 0                                                          | 3 | 3                   |                                                       |                                                       |                                                       |                                                       |  |              |                                                        |                                                        |                                                        |                                                        |  |                     |                                                    |                                                    |                                                    |                                                    |  |         |                                           |                                           |  |
|  | Brujas                                                     | 2                                                          | Red Bull Salzburgo                                         | 0                                                          | 3 | 3                   | 0                                                     | 2                                                     |                                                       |                                                       |  |              |                                                        |                                                        |                                                        |                                                        |  |                     |                                                    |                                                    |                                                    |                                                    |  |         |                                           |                                           |  |
|  | Brujas                                                     | 2                                                          |                                                            |                                                            |   |                     |                                                       |                                                       |                                                       |                                                       |  |              |                                                        |                                                        |                                                        |                                                        |  |                     |                                                    |                                                    |                                                    |                                                    |  |         |                                           |                                           |  |
|  | Red Bull Salzburgo                                         | 1                                                          | 4                                                          | 5                                                          |   |                     |                                                       |                                                       |                                                       |                                                       |  |              |                                                        |                                                        |                                                        |                                                        |  |                     |                                                    |                                                    |                                                    |                                                    |  |         |                                           |                                           |  |
|  | Red Bull Salzburgo                                         | 1                                                          | 4                                                          | 5                                                          |   |                     |                                                       |                                                       |                                                       |                                                       |  |              |                                                        |                                                        |                                                        |                                                        |  | Arsenal             | 3                                                  | 4                                                  | 7                                                  |                                                    |  |         |                                           |                                           |  |
|  |                                                            |                                                            |                                                            |                                                            |   |                     |                                                       |                                                       |                                                       |                                                       |  |              |                                                        |                                                        |                                                        |                                                        |  | Arsenal             | 3                                                  | 4                                                  | 7                                                  |                                                    |  |         |                                           |                                           |  |
|  |                                                            |                                                            | Valencia                                                   | 1                                                          | 2 | 3                   |                                                       |                                                       |                                                       |                                                       |  |              |                                                        |                                                        |                                                        |                                                        |  |                     |                                                    |                                                    |                                                    |                                                    |  |         |                                           |                                           |  |
|  | Fenerbahçe                                                 | 1                                                          | Valencia                                                   | 1                                                          | 2 | 3                   | 1                                                     | 2                                                     |                                                       |                                                       |  |              |                                                        |                                                        |                                                        |                                                        |  |                     |                                                    |                                                    |                                                    |                                                    |  |         |                                           |                                           |  |
|  | Fenerbahçe                                                 | 1                                                          |                                                            |                                                            |   |                     |                                                       |                                                       |                                                       |                                                       |  |              |                                                        |                                                        |                                                        |                                                        |  |                     |                                                    |                                                    |                                                    |                                                    |  |         |                                           |                                           |  |
|  | Zenit                                                      | 0                                                          | 3                                                          | 3                                                          |   |                     |                                                       |                                                       |                                                       |                                                       |  |              |                                                        |                                                        |                                                        |                                                        |  |                     |                                                    |                                                    |                                                    |                                                    |  |         |                                           |                                           |  |
|  | Zenit                                                      | 0                                                          | 3                                                          | 3                                                          |   | Zenit               | 1                                                     | 1                                                     | 2                                                     |                                                       |  |              |                                                        |                                                        |                                                        |                                                        |  |                     |                                                    |                                                    |                                                    |                                                    |  |         |                                           |                                           |  |
|  |                                                            |                                                            |                                                            |                                                            |   | Zenit               | 1                                                     | 1                                                     | 2                                                     |                                                       |  |              |                                                        |                                                        |                                                        |                                                        |  |                     |                                                    |                                                    |                                                    |                                                    |  |         |                                           |                                           |  |
|  |                                                            |                                                            | Villarreal                                                 | 3                                                          | 2 | 5                   |                                                       |                                                       |                                                       |                                                       |  |              |                                                        |                                                        |                                                        |                                                        |  |                     |                                                    |                                                    |                                                    |                                                    |  |         |                                           |                                           |  |
|  | Sporting de Lisboa                                         | 0                                                          | Villarreal                                                 | 3                                                          | 2 | 5                   | 1                                                     | 1                                                     |                                                       |                                                       |  |              |                                                        |                                                        |                                                        |                                                        |  |                     |                                                    |                                                    |                                                    |                                                    |  |         |                                           |                                           |  |
|  | Sporting de Lisboa                                         | 0                                                          |                                                            |                                                            |   |                     |                                                       |                                                       |                                                       |                                                       |  |              |                                                        |                                                        |                                                        |                                                        |  |                     |                                                    |                                                    |                                                    |                                                    |  |         |                                           |                                           |  |
|  | Villarreal                                                 | 1                                                          | 1                                                          | 2                                                          |   |                     |                                                       |                                                       |                                                       |                                                       |  |              |                                                        |                                                        |                                                        |                                                        |  |                     |                                                    |                                                    |                                                    |                                                    |  |         |                                           |                                           |  |
|  | Villarreal                                                 | 1                                                          | 1                                                          | 2                                                          |   |                     |                                                       |                                                       |                                                       |                                                       |  | Villarreal   | 1                                                      | 0                                                      | 1                                                      |                                                        |  |                     |                                                    |                                                    |                                                    |                                                    |  |         |                                           |                                           |  |
|  |                                                            |                                                            |                                                            |                                                            |   |                     |                                                       |                                                       |                                                       |                                                       |  | Villarreal   | 1                                                      | 0                                                      | 1                                                      |                                                        |  |                     |                                                    |                                                    |                                                    |                                                    |  |         |                                           |                                           |  |
|  |                                                            |                                                            | Valencia                                                   | 3                                                          | 2 | 5                   |                                                       |                                                       |                                                       |                                                       |  |              |                                                        |                                                        |                                                        |                                                        |  |                     |                                                    |                                                    |                                                    |                                                    |  |         |                                           |                                           |  |
|  | Celtic                                                     | 0                                                          | Valencia                                                   | 3                                                          | 2 | 5                   | 0                                                     | 0                                                     |                                                       |                                                       |  |              |                                                        |                                                        |                                                        |                                                        |  |                     |                                                    |                                                    |                                                    |                                                    |  |         |                                           |                                           |  |
|  | Celtic                                                     | 0                                                          |                                                            |                                                            |   |                     |                                                       |                                                       |                                                       |                                                       |  |              |                                                        |                                                        |                                                        |                                                        |  |                     |                                                    |                                                    |                                                    |                                                    |  |         |                                           |                                           |  |
|  | Valencia                                                   | 2                                                          | 1                                                          | 3                                                          |   |                     |                                                       |                                                       |                                                       |                                                       |  |              |                                                        |                                                        |                                                        |                                                        |  |                     |                                                    |                                                    |                                                    |                                                    |  |         |                                           |                                           |  |
|  | Valencia                                                   | 2                                                          | 1                                                          | 3                                                          |   | Valencia            | 2                                                     | 1                                                     | 3                                                     |                                                       |  |              |                                                        |                                                        |                                                        |                                                        |  |                     |                                                    |                                                    |                                                    |                                                    |  |         |                                           |                                           |  |
|  |                                                            |                                                            |                                                            |                                                            |   | Valencia            | 2                                                     | 1                                                     | 3                                                     |                                                       |  |              |                                                        |                                                        |                                                        |                                                        |  |                     |                                                    |                                                    |                                                    |                                                    |  |         |                                           |                                           |  |
|  |                                                            |                                                            | Krasnodar                                                  | 1                                                          | 1 | 2                   |                                                       |                                                       |                                                       |                                                       |  |              |                                                        |                                                        |                                                        |                                                        |  |                     |                                                    |                                                    |                                                    |                                                    |  |         |                                           |                                           |  |
|  | Krasnodar (v.)                                             | 0                                                          | Krasnodar                                                  | 1                                                          | 1 | 2                   | 1                                                     | 1                                                     |                                                       |                                                       |  |              |                                                        |                                                        |                                                        |                                                        |  |                     |                                                    |                                                    |                                                    |                                                    |  |         |                                           |                                           |  |
|  | Krasnodar (v.)                                             | 0                                                          |                                                            |                                                            |   |                     |                                                       |                                                       |                                                       |                                                       |  |              |                                                        |                                                        |                                                        |                                                        |  |                     |                                                    |                                                    |                                                    |                                                    |  |         |                                           |                                           |  |
|  | Bayer Leverkusen                                           | 0                                                          | 1                                                          | 1                                                          |   |                     |                                                       |                                                       |                                                       |                                                       |  |              |                                                        |                                                        |                                                        |                                                        |  |                     |                                                    |                                                    |                                                    |                                                    |  |         |                                           |                                           |  |
|  | Bayer Leverkusen                                           | 0                                                          | 1                                                          | 1                                                          |   |                     |                                                       |                                                       |                                                       |                                                       |  |              |                                                        |                                                        |                                                        |                                                        |  |                     |                                                    |                                                    |                                                    |                                                    |  |         |                                           |                                           |  |
|  |                                                            |                                                            |                                                            |                                                            |   |                     |                                                       |                                                       |                                                       |                                                       |  |              |                                                        |                                                        |                                                        |                                                        |  |                     |                                                    |                                                    |                                                    |                                                    |  |         |                                           |                                           |  |

### Dieciseisavos de final
El sorteo de los dieciseisavos de final tuvo lugar el 17 de diciembre de 2018. 
La ida se disputó el 14 de febrero de 2019, mientras que la vuelta se disputó el 21 de febrero de 2019.
En los Dieciseisavos de final de la Liga Europa de la UEFA 2018-19, participaron los treinta y dos equipos que terminaron primeros y segundos de cada grupo en la fase anterior, junto a los terceros clasificados de cada grupo de la Liga de Campeones de la UEFA 2018-19. Estos fueron distribuidos en 16 parejas. Cada pareja se enfrentó en partidos de ida y vuelta de 90 minutos cada uno. En estos encuentros se rigió la regla del gol de visitante, que determinó que el equipo que haya convertido más goles como visitante gana si había empate en la diferencia de goles. En caso de que no hubiese ganador en el período regular, se realizó una prórroga de 30 minutos, y si no había ganador se realizaría tiros desde el punto penal.

## Cuadro de clasificación
| Grupo | Primer lugar             | Segundo lugar      |
| ----- | ------------------------ | ------------------ |
| A     | Bayer Leverkusen         | Zürich             |
| B     | Red Bull Salzburgo       | Celtic             |
| C     | Zenit de San Petersburgo | Slavia Praga       |
| D     | Dinamo Zagreb            | Fenerbahçe         |
| E     | Arsenal                  | Sporting de Lisboa |
| F     | Real Betis               | Olympiacos         |
| G     | Villarreal               | Rapid de Viena     |
| H     | Eintracht Frankfurt      | Lazio              |
| I     | Genk                     | Malmö FF           |
| J     | Sevilla                  | Krasnodar          |
| K     | Dinamo de Kiev           | Stade Rennais      |
| L     | Chelsea                  | BATE Borísov       |

#### Terceros lugares de la fase de grupos de la Liga de Campeones de la UEFA
| Equipo           | Pts | PJ | PG | PE | PP | GF | GC | Dif | Grupo |
| ---------------- | --- | -- | -- | -- | -- | -- | -- | --- | ----- |
| Napoli           | 9   | 6  | 2  | 3  | 1  | 7  | 5  | 2   | C     |
| Valencia         | 8   | 6  | 2  | 2  | 2  | 6  | 6  | 0   | H     |
| Inter de Milán   | 8   | 6  | 2  | 2  | 2  | 6  | 7  | -1  | B     |
| Benfica          | 7   | 6  | 2  | 1  | 3  | 6  | 11 | -5  | E     |
| Viktoria Plzeň   | 7   | 6  | 2  | 1  | 3  | 7  | 16 | -9  | G     |
| Brujas           | 6   | 6  | 1  | 3  | 2  | 6  | 5  | 1   | A     |
| Shakhtar Donetsk | 6   | 6  | 1  | 3  | 2  | 8  | 16 | -8  | F     |
| Galatasaray      | 4   | 6  | 1  | 1  | 4  | 5  | 8  | -3  | D     |

## Llaves
| Equipo 1           | Agr.     | Equipo 2                 | Ida | Vuelta |
| ------------------ | -------- | ------------------------ | --- | ------ |
| Viktoria Plzeň     | 2–4      | Dinamo Zagreb            | 2–1 | 0–3    |
| Brujas             | 2–5      | Red Bull Salzburgo       | 2–1 | 0–4    |
| Rapid de Viena     | 0–5      | Inter de Milán           | 0–1 | 0–4    |
| Slavia Praga       | 4–1      | Genk                     | 0–0 | 4–1    |
| Krasnodar          | (v.) 1–1 | Bayer Leverkusen         | 0–0 | 1–1    |
| Zürich             | 1–5      | Napoli                   | 1–3 | 0–2    |
| Malmö              | 1–5      | Chelsea                  | 1–2 | 0–3    |
| Shakhtar Donetsk   | 3–6      | Eintracht Frankfurt      | 2–2 | 1–4    |
| Celtic             | 0–3      | Valencia                 | 0–2 | 0–1    |
| Stade Rennais      | 6–4      | Real Betis               | 3–3 | 3–1    |
| Olympiacos         | 2–3      | Dinamo de Kiev           | 2–2 | 0–1    |
| Lazio              | 0–3      | Sevilla                  | 0–1 | 0–2    |
| Fenerbahçe         | 2–3      | Zenit de San Petersburgo | 1–0 | 1–3    |
| Sporting de Lisboa | 1–2      | Villarreal               | 0–1 | 1–1    |
| BATE Borisov       | 1–3      | Arsenal                  | 1–0 | 0–3    |
| Galatasaray        | 1–2      | Benfica                  | 1–2 | 0–0    |

### Octavos de final
El sorteo de los octavos de final tuvo lugar el 22 de febrero de 2019. La ida se disputó el 7 de marzo de 2019, mientras que la vuelta se disputó el 14 de marzo de 2019.
| Equipo 1                 | Agr.       | Equipo 2           | Ida | Vuelta |
| ------------------------ | ---------- | ------------------ | --- | ------ |
| Chelsea                  | 8–0        | Dinamo de Kiev     | 3–0 | 5–0    |
| Eintracht Frankfurt      | 1–0        | Inter de Milán     | 0–0 | 1–0    |
| Dinamo Zagreb            | 1–3 (t.s.) | Benfica            | 1–0 | 0–3    |
| Napoli                   | 4–3        | Red Bull Salzburgo | 3–0 | 1–3    |
| Valencia                 | 3–2        | Krasnodar          | 2–1 | 1–1    |
| Sevilla                  | 5–6 (t.s.) | Slavia Praga       | 2–2 | 3–4    |
| Stade Rennais            | 3–4        | Arsenal            | 3–1 | 0–3    |
| Zenit de San Petersburgo | 2–5        | Villarreal         | 1–3 | 1–2    |

### Cuartos de final
El sorteo de los cuartos de final tuvo lugar el 15 de marzo de 2019. La ida se disputó el 11 de abril de 2019, mientras que la vuelta se disputó el 18 de abril de 2019.
| Equipo 1     | Agr.     | Equipo 2            | Ida | Vuelta |
| ------------ | -------- | ------------------- | --- | ------ |
| Arsenal      | 3–0      | Napoli              | 2–0 | 1–0    |
| Villarreal   | 1–5      | Valencia            | 1–3 | 0–2    |
| Benfica      | 4–4 (v.) | Eintracht Frankfurt | 4–2 | 0–2    |
| Slavia Praga | 3–5      | Chelsea             | 0–1 | 3–4    |

### Semifinales
El sorteo de las semifinales tuvo lugar el 15 de marzo de 2019. La ida se disputó el 2 de mayo de 2019, mientras que la vuelta se disputó el 9 de mayo de 2019.
| Equipo 1            | Agr.         | Equipo 2 | Ida | Vuelta |
| ------------------- | ------------ | -------- | --- | ------ |
| Eintracht Frankfurt | 2–2 (3:4 p.) | Chelsea  | 1–1 | 1–1    |
| Arsenal             | 7–3          | Valencia | 3–1 | 4–2    |

### Final
La final se disputó en el Estadio Olímpico de Bakú, Azerbaiyán, el 29 de mayo de 2019.
| 1     | Guardameta     | Kepa Arrizabalaga   |     |
| 28    | Defensa        | César Azpilicueta   |     |
| 27    | Defensa        | Andreas Christensen |     |
| 30    | Defensa        | David Luiz          |     |
| 23    | Defensa        | Emerson Palmieri    |     |
| 7     | Centrocampista | N'Golo Kanté        |     |
| 5     | Centrocampista | Jorginho            |     |
| 17    | Centrocampista | Mateo Kovačić       | 76' |
| 11    | Delantero      | Pedro Rodríguez     | 71' |
| 18    | Delantero      | Olivier Giroud      |     |
| 10    | Delantero      | Eden Hazard         | 89' |
| D. T. | D. T.          | Maurizio Sarri      |     |

| 1     | Guardameta     | Petr Čech                 |     |
| 5     | Defensa        | Sokratis Papastathopoulos |     |
| 6     | Defensa        | Laurent Koscielny         |     |
| 18    | Defensa        | Nacho Monreal             | 66' |
| 15    | Centrocampista | Ainsley Maitland-Niles    |     |
| 11    | Centrocampista | Lucas Torreira            | 67' |
| 34    | Centrocampista | Granit Xhaka              |     |
| 31    | Centrocampista | Sead Kolašinac            |     |
| 10    | Centrocampista | Mesut Özil                | 77' |
| 9     | Delantero      | Alexandre Lacazette       |     |
| 14    | Delantero      | Pierre-Emerick Aubameyang |     |
| D. T. | D. T.          | Unai Emery                |     |

| 22 | Delantero      | Willian           | 71' |
| 8  | Centrocampista | Ross Barkley      | 76' |
| 21 | Defensa        | Davide Zappacosta | 89' |

| 29 | Centrocampista | Mattéo Guendouzi | 66' |
| 17 | Centrocampista | Alex Iwobi       | 67' |
| 69 | Centrocampista | Joe Willock      | 77' |

| 49' · 60' · 65' · 72' | Olivier Giroud Pedro Rodríguez Eden Hazard | 1:0 2:0 3:0 4:1 |

| 69' | Alex Iwobi | 3:1 |

| 56' · 68' | Pedro Andreas Christensen |

| Principal  | Gianluca Rocchi    |
| Asistentes | Filippo Meli       |
|            | Lorenzo Manganelli |
| Cuarto     | Daniele Orsato     |
| Quinto     | Paweł Sokolnicki   |

| VAR            | Massimiliano Irrati |
| Asistentes VAR | Marco Guida         |
|                | Szymon Marciniak    |

|  |                    |     |     |
|  | Tiros              | 14  | 16  |
|  | Tiros a puerta     | 8   | 2   |
|  | Faltas             | 14  | 11  |
|  | Saques de esquina  | 7   | 5   |
|  | Penaltis           | 1   | 0   |
|  | Fueras de juego    | 2   | 0   |
|  | Posesión del balón | 51% | 49% |

| 1     | Guardameta     | Kepa Arrizabalaga   |     |
| 28    | Defensa        | César Azpilicueta   |     |
| 27    | Defensa        | Andreas Christensen |     |
| 30    | Defensa        | David Luiz          |     |
| 23    | Defensa        | Emerson Palmieri    |     |
| 7     | Centrocampista | N'Golo Kanté        |     |
| 5     | Centrocampista | Jorginho            |     |
| 17    | Centrocampista | Mateo Kovačić       | 76' |
| 11    | Delantero      | Pedro Rodríguez     | 71' |
| 18    | Delantero      | Olivier Giroud      |     |
| 10    | Delantero      | Eden Hazard         | 89' |
| D. T. | D. T.          | Maurizio Sarri      |     |

| 1     | Guardameta     | Petr Čech                 |     |
| 5     | Defensa        | Sokratis Papastathopoulos |     |
| 6     | Defensa        | Laurent Koscielny         |     |
| 18    | Defensa        | Nacho Monreal             | 66' |
| 15    | Centrocampista | Ainsley Maitland-Niles    |     |
| 11    | Centrocampista | Lucas Torreira            | 67' |
| 34    | Centrocampista | Granit Xhaka              |     |
| 31    | Centrocampista | Sead Kolašinac            |     |
| 10    | Centrocampista | Mesut Özil                | 77' |
| 9     | Delantero      | Alexandre Lacazette       |     |
| 14    | Delantero      | Pierre-Emerick Aubameyang |     |
| D. T. | D. T.          | Unai Emery                |     |

| 22 | Delantero      | Willian           | 71' |
| 8  | Centrocampista | Ross Barkley      | 76' |
| 21 | Defensa        | Davide Zappacosta | 89' |

| 29 | Centrocampista | Mattéo Guendouzi | 66' |
| 17 | Centrocampista | Alex Iwobi       | 67' |
| 69 | Centrocampista | Joe Willock      | 77' |

| 49' · 60' · 65' · 72' | Olivier Giroud Pedro Rodríguez Eden Hazard | 1:0 2:0 3:0 4:1 |

| 69' | Alex Iwobi | 3:1 |

| 56' · 68' | Pedro Andreas Christensen |

| Principal  | Gianluca Rocchi    |
| Asistentes | Filippo Meli       |
|            | Lorenzo Manganelli |
| Cuarto     | Daniele Orsato     |
| Quinto     | Paweł Sokolnicki   |

| VAR            | Massimiliano Irrati |
| Asistentes VAR | Marco Guida         |
|                | Szymon Marciniak    |

|  |                    |     |     |
|  | Tiros              | 14  | 16  |
|  | Tiros a puerta     | 8   | 2   |
|  | Faltas             | 14  | 11  |
|  | Saques de esquina  | 7   | 5   |
|  | Penaltis           | 1   | 0   |
|  | Fueras de juego    | 2   | 0   |
|  | Posesión del balón | 51% | 49% |

| 1     | Guardameta     | Kepa Arrizabalaga   |     |
| 28    | Defensa        | César Azpilicueta   |     |
| 27    | Defensa        | Andreas Christensen |     |
| 30    | Defensa        | David Luiz          |     |
| 23    | Defensa        | Emerson Palmieri    |     |
| 7     | Centrocampista | N'Golo Kanté        |     |
| 5     | Centrocampista | Jorginho            |     |
| 17    | Centrocampista | Mateo Kovačić       | 76' |
| 11    | Delantero      | Pedro Rodríguez     | 71' |
| 18    | Delantero      | Olivier Giroud      |     |
| 10    | Delantero      | Eden Hazard         | 89' |
| D. T. | D. T.          | Maurizio Sarri      |     |

| 1     | Guardameta     | Petr Čech                 |     |
| 5     | Defensa        | Sokratis Papastathopoulos |     |
| 6     | Defensa        | Laurent Koscielny         |     |
| 18    | Defensa        | Nacho Monreal             | 66' |
| 15    | Centrocampista | Ainsley Maitland-Niles    |     |
| 11    | Centrocampista | Lucas Torreira            | 67' |
| 34    | Centrocampista | Granit Xhaka              |     |
| 31    | Centrocampista | Sead Kolašinac            |     |
| 10    | Centrocampista | Mesut Özil                | 77' |
| 9     | Delantero      | Alexandre Lacazette       |     |
| 14    | Delantero      | Pierre-Emerick Aubameyang |     |
| D. T. | D. T.          | Unai Emery                |     |

| 22 | Delantero      | Willian           | 71' |
| 8  | Centrocampista | Ross Barkley      | 76' |
| 21 | Defensa        | Davide Zappacosta | 89' |

| 29 | Centrocampista | Mattéo Guendouzi | 66' |
| 17 | Centrocampista | Alex Iwobi       | 67' |
| 69 | Centrocampista | Joe Willock      | 77' |

| 49' · 60' · 65' · 72' | Olivier Giroud Pedro Rodríguez Eden Hazard | 1:0 2:0 3:0 4:1 |

| 69' | Alex Iwobi | 3:1 |

| 56' · 68' | Pedro Andreas Christensen |

| Principal  | Gianluca Rocchi    |
| Asistentes | Filippo Meli       |
|            | Lorenzo Manganelli |
| Cuarto     | Daniele Orsato     |
| Quinto     | Paweł Sokolnicki   |

| VAR            | Massimiliano Irrati |
| Asistentes VAR | Marco Guida         |
|                | Szymon Marciniak    |

|  |                    |     |     |
|  | Tiros              | 14  | 16  |
|  | Tiros a puerta     | 8   | 2   |
|  | Faltas             | 14  | 11  |
|  | Saques de esquina  | 7   | 5   |
|  | Penaltis           | 1   | 0   |
|  | Fueras de juego    | 2   | 0   |
|  | Posesión del balón | 51% | 49% |

| 1     | Guardameta     | Kepa Arrizabalaga   |     |
| 28    | Defensa        | César Azpilicueta   |     |
| 27    | Defensa        | Andreas Christensen |     |
| 30    | Defensa        | David Luiz          |     |
| 23    | Defensa        | Emerson Palmieri    |     |
| 7     | Centrocampista | N'Golo Kanté        |     |
| 5     | Centrocampista | Jorginho            |     |
| 17    | Centrocampista | Mateo Kovačić       | 76' |
| 11    | Delantero      | Pedro Rodríguez     | 71' |
| 18    | Delantero      | Olivier Giroud      |     |
| 10    | Delantero      | Eden Hazard         | 89' |
| D. T. | D. T.          | Maurizio Sarri      |     |

| 1     | Guardameta     | Petr Čech                 |     |
| 5     | Defensa        | Sokratis Papastathopoulos |     |
| 6     | Defensa        | Laurent Koscielny         |     |
| 18    | Defensa        | Nacho Monreal             | 66' |
| 15    | Centrocampista | Ainsley Maitland-Niles    |     |
| 11    | Centrocampista | Lucas Torreira            | 67' |
| 34    | Centrocampista | Granit Xhaka              |     |
| 31    | Centrocampista | Sead Kolašinac            |     |
| 10    | Centrocampista | Mesut Özil                | 77' |
| 9     | Delantero      | Alexandre Lacazette       |     |
| 14    | Delantero      | Pierre-Emerick Aubameyang |     |
| D. T. | D. T.          | Unai Emery                |     |

| 22 | Delantero      | Willian           | 71' |
| 8  | Centrocampista | Ross Barkley      | 76' |
| 21 | Defensa        | Davide Zappacosta | 89' |

| 29 | Centrocampista | Mattéo Guendouzi | 66' |
| 17 | Centrocampista | Alex Iwobi       | 67' |
| 69 | Centrocampista | Joe Willock      | 77' |

| 49' · 60' · 65' · 72' | Olivier Giroud Pedro Rodríguez Eden Hazard | 1:0 2:0 3:0 4:1 |

| 69' | Alex Iwobi | 3:1 |

| 56' · 68' | Pedro Andreas Christensen |

| Principal  | Gianluca Rocchi    |
| Asistentes | Filippo Meli       |
|            | Lorenzo Manganelli |
| Cuarto     | Daniele Orsato     |
| Quinto     | Paweł Sokolnicki   |

| VAR            | Massimiliano Irrati |
| Asistentes VAR | Marco Guida         |
|                | Szymon Marciniak    |

|  |                    |     |     |
|  | Tiros              | 14  | 16  |
|  | Tiros a puerta     | 8   | 2   |
|  | Faltas             | 14  | 11  |
|  | Saques de esquina  | 7   | 5   |
|  | Penaltis           | 1   | 0   |
|  | Fueras de juego    | 2   | 0   |
|  | Posesión del balón | 51% | 49% |

|                               |
| Bandera de España             |
| Campeón Chelsea FC 2.º título |

## Estadísticas

### Tabla de goleadores
Nota: No contabilizados los partidos y goles en rondas previas. Indicados en negrita jugadores en activo en la competición. Nombres y banderas de equipos en la época.
| \| Pos. \| Jugador \| Goles \| Part. (Min.) \| Prom. \| \| Club \| \| ---- \| ------------------------- \| ----- \| ------------ \| ----- \| \| ------------------- \| \| 1 \| Olivier Giroud \| 11 \| 13 (1034') \| 0.77 \| \| Chelsea F. C. \| \| 2 \| Luka Jović \| 10 \| 14 (953') \| 0.71 \| \| Eintracht Frankfurt \| \| 3 \| Pierre-Emerick Aubameyang \| 8 \| 11 (844') \| 0.72 \| \| Arsenal F. C. \| \| 4 \| Wissam Ben Yedder \| 8 \| 8 (621') \| 1 \| \| Sevilla F. C. \| \| 5 \| Munas Dabbur \| 8 \| 10 (856') \| 0.8 \| \| Red Bull Salzburgo \| \| 6 \| Pedro \| 5 \| 14 (944') \| 0.31 \| \| Chelsea F. C. \| \| 7 \| Alexandre Lacazette \| 5 \| 10 (651') \| 0.56 \| \| Arsenal F. C. \| \| 8 \| Sébastien Haller \| 5 \| 10 (770') \| 0.5 \| \| Eintracht Frankfurt \| \| 9 \| Fredrik Gulbrandsen \| 5 \| 9 (429') \| 0.83 \| \| Red Bull Salzburgo \| \| 10 \| Giovani Lo Celso \| 5 \| 7 (563') \| 0.71 \| \| Real Betis \| Actualizado a 9 de mayo de 2019. |                           |       |              |       |  |                     |
| Pos. | Jugador                   | Goles | Part. (Min.) | Prom. |  | Club                |
| 1 | Olivier Giroud            | 11    | 13 (1034')   | 0.77  |  | Chelsea F. C.       |
| 2 | Luka Jović                | 10    | 14 (953')    | 0.71  |  | Eintracht Frankfurt |
| 3 | Pierre-Emerick Aubameyang | 8     | 11 (844')    | 0.72  |  | Arsenal F. C.       |
| 4 | Wissam Ben Yedder         | 8     | 8 (621')     | 1     |  | Sevilla F. C.       |
| 5 | Munas Dabbur              | 8     | 10 (856')    | 0.8   |  | Red Bull Salzburgo  |
| 6 | Pedro                     | 5     | 14 (944')    | 0.31  |  | Chelsea F. C.       |
| 7 | Alexandre Lacazette       | 5     | 10 (651')    | 0.56  |  | Arsenal F. C.       |
| 8 | Sébastien Haller          | 5     | 10 (770')    | 0.5   |  | Eintracht Frankfurt |
| 9 | Fredrik Gulbrandsen       | 5     | 9 (429')     | 0.83  |  | Red Bull Salzburgo  |
| 10 | Giovani Lo Celso          | 5     | 7 (563')     | 0.71  |  | Real Betis          |

### Jugadores con tres o más goles en un partido
| Pos. | Jugador                   | Goles | Fecha                  | Local          |                       | Resultado |                        | Visitante           | Reporte          |
| ---- | ------------------------- | ----- | ---------------------- | -------------- | --------------------- | --------- | ---------------------- | ------------------- | ---------------- |
| 1    | Ruben Loftus-Cheek        | 3     | 25 de octubre de 2018  | Chelsea        | Bandera de Inglaterra | 3 - 1     | Bandera de Bielorrusia | BATE Borísov        | Jornada 3        |
| 2    | Takumi Minamino           | 3     | 8 de noviembre de 2018 | Rosenborg      | Bandera de Noruega    | 2 - 5     | Bandera de Austria     | Red Bull Salzburgo  | Jornada 4        |
| 3    | Olivier Giroud            | 3     | 14 de marzo de 2019    | Dinamo de Kiev | Bandera de Ucrania    | 0 - 5     | Bandera de Inglaterra  | Chelsea             | Octavos de final |
| 4    | João Félix                | 3     | 11 de abril de 2019    | Benfica        | Bandera de Portugal   | 4 - 2     | Bandera de Alemania    | Eintracht Frankfurt | Cuartos de Final |
| 5    | Pierre Emerick Aubameyang | 3     | 9 de mayo de 2019      | Valencia       | Bandera de España     | 2 - 4     | Bandera de Inglaterra  | Arsenal             | Semifinales      |

### Tabla de asistentes
Nota: No contabilizados los partidos y asistencias en rondas previas. Indicados en negrita jugadores en activo en la competición. Nombres y banderas de equipos en la época.
| Pos. | Jugador          | Asist. | Part. (Min.) | Prom. |  | Club                |
| ---- | ---------------- | ------ | ------------ | ----- |  | ------------------- |
| 1    | 'Igor Stasevic'  | 7      | 8 (705')     | 0.88  |  | BATE Borísov        |
| 2    | Karl Toko Ekambi | 5      | 7 (450')     | 0.71  |  | Villarreal          |
| 3    | Willian          | 5      | 8 (490')     | 0.63  |  | Chelsea             |
| 4    | Mijat Gaćinović  | 5      | 8 (673')     | 0.63  |  | Eintracht Frankfurt |
| 5    | Andreas Ulmer    | 5      | 8 (720')     | 0.63  |  | Red Bull Salzburgo  |

### Autogoles
A continuación se detallan los autogoles marcados a lo largo de la temporada.
| Fecha      | Jugador              | Minuto     | Local                  |                        | Resultado |                            | Visitante              | Rep.                   |
| ---------- | -------------------- | ---------- | ---------------------- | ---------------------- | --------- | -------------------------- | ---------------------- | ---------------------- |
| 20/09/2018 | Artem Timofeev       | 1 - 0, 50' | S. K. Rapid Viena      | Bandera de Austria     | 2 – 0     | Bandera de Rusia           | F. C. Spartak de Moscú | Jornada 1              |
| 4/10/2018  | Charles Kaboré       | 0 - 1, 43' | F. C. Krasnodar        | Bandera de Rusia       | 2 – 1     | Bandera de España          | Sevilla F. C.          | Jornada 2              |
| 4/10/2018  | Caner Erkin          | 1 - 0, 53' | Malmö F. F.            | Bandera de Suecia      | 2 – 0     | Bandera de Turquía         | Beşiktaş J. K.         | Jornada 2              |
| 4/10/2018  | José Ángel Crespo    | 1 - 3, 61' | F. C. BATE Borísov     | Bandera de Bielorrusia | 1 – 4     | Bandera de Grecia          | PAOK Salónica F. C.    | Jornada 2              |
| 25/10/2018 | Edisson Jordanov     | 0 - 2, 81' | F91 Dudelange          | Bandera de Luxemburgo  | 0 – 2     | Bandera de Grecia          | Olympiacos F. C.       | Jornada 3              |
| 25/10/2018 | Mateo Barać          | 3 - 0, 45' | Villarreal C. F.       | Bandera de España      | 5 – 0     | Bandera de Austria         | S. K. Rapid Viena      | Jornada 3              |
| 25/10/2018 | Milan Lukač          | 3 - 0, 35' | Sevilla F. C.          | Bandera de España      | 6 – 0     | Bandera de Turquía         | Akhisar Belediyespor   | Jornada 3              |
| 8/11/2018  | Baktiyar Zaynutdinov | 1 - 1, 40' | F. C. Astana           | Bandera de Kazajistán  | 2 – 1     | Bandera de República Checa | F. K. Jablonec         | Jornada 4              |
| 8/11/2018  | Roman Eremenko       | 0 - 1, 5'  | F. C. Spartak de Moscú | Bandera de Rusia       | 4 – 3     | Bandera de Escocia         | Rangers F. C.          | Jornada 4              |
| 8/11/2018  | Connor Goldson       | 2 - 2, 35' | F. C. Spartak de Moscú | Bandera de Rusia       | 4 – 3     | Bandera de Escocia         | Rangers F. C.          | Jornada 4              |
| 8/11/2018  | Even Hovland         | 1 - 5, 57' | Rosenborg B. K.        | Bandera de Noruega     | 2 – 5     | Bandera de Austria         | Red Bull Salzburgo     | Jornada 4              |
| 8/11/2018  | Andrej Kadlec        | 2 - 0, 35' | G. N. K. Dinamo Zagreb | Bandera de Croacia     | 3 – 1     | Bandera de Eslovaquia      | F. C. Spartak Trnava   | Jornada 4              |
| 29/11/2018 | Stélvio Rosa         | 2 - 2, 66' | A. C. Milan            | Bandera de Italia      | 5 – 2     | Bandera de Luxemburgo      | F91 Dudelange          | Jornada 5              |
| 29/11/2018 | Luiz Gustavo         | 2 - 0, 17' | Eintracht Frankfurt    | Bandera de Alemania    | 4 – 0     | Bandera de Francia         | Olympique de Marsella  | Jornada 5              |
| 29/11/2018 | Bouna Sarr           | 3 - 0, 62' | Eintracht Frankfurt    | Bandera de Alemania    | 4 – 0     | Bandera de Francia         | Olympique de Marsella  | Jornada 5              |
| 13/12/2018 | Ethan Ampadu         | 1 - 1, 32' | MOL Vidi F. C.         | Bandera de Hungría     | 2 – 2     | Bandera de Inglaterra      | Chelsea F. C.          | Jornada 6              |
| 13/12/2018 | Ardin Dallku         | 3 - 0, 44' | Sporting de Portugal   | Bandera de Portugal    | 3 – 0     | Bandera de Ucrania         | F. C. Vorskla Poltava  | Jornada 6              |
| 14/02/2019 | Javi García          | 2 - 0, 9'  | Stade Rennais F. C.    | Bandera de Francia     | 3 – 3     | Bandera de España          | Real Betis             | Dieciseisavos de final |
| 21/02/2019 | Zakhar Volkov        | 1 - 0, 4'  | Arsenal F. C.          | Bandera de Inglaterra  | 3 – 0     | Bandera de Bielorrusia     | F. C. BATE Borísov     | Dieciseisavos de final |
| 7/03/2019  | Nacho Monreal        | 2 - 1, 65' | Stade Rennais F. C.    | Bandera de Francia     | 3 – 1     | Bandera de Inglaterra      | Arsenal F. C.          | Octavos de final       |
| 7/03/2019  | Jérôme Onguéné       | 3 - 0, 58' | S. S. C. Napoli        | Bandera de Italia      | 3 – 0     | Bandera de Austria         | Red Bull Salzburgo     | Octavos de final       |
| 11/04/2019 | Kalidou Koulibaly    | 2 - 0, 25' | Arsenal F. C.          | Bandera de Inglaterra  | 2 – 0     | Bandera de Italia          | S. S. C. Napoli        | Cuartos de Final       |
| 18/04/2019 | Simon Deli           | 2 - 0, 9'  | Chelsea F. C.          | Bandera de Inglaterra  | 4 – 3     | Bandera de República Checa | S. K. Slavia Praga     | Cuartos de Final       |